# Episodi di Dragon Ball Kai

Logo della serie

Questa è la lista degli episodi di Dragon Ball Kai (ドラゴンボール 改?, Doragon Bōru Kai), serie televisiva anime prodotta da Toei Animation. La serie si profila come remake in alta definizione di Dragon Ball Z, sfrondato dei filler per mantenersi più vicino al manga originale di Akira Toriyama.
La colonna sonora di Dragon Ball Kai è stata composta da Kenji Yamamoto, il quale ha preso il posto di Shunsuke Kikuchi. Per l'arco narrativo di Majin Bu, dal 99º episodio, la colonna sonora è composta da Norihito Sumitomo.
Durante il primo ciclo di trasmissione, la sigla di apertura è Dragon Soul (ドラゴンボール そる?, Doragon Soru), cantata da Takayoshi Tanimoto, mentre le due sigle di chiusura sono Yeah! Break! Care! Break! (ヤブレカブレ?, Ya bure Ka bure), sempre cantata da Tanimoto (ep. 1-54), e Wings of the Heart (心の羽根?, Kokoro no hane), scritta da Yasushi Akimoto e cantata dal coro femminile Dragon Team (ep. 55-159). Durante il secondo ciclo narrativo (arco di Majin Bu), la sigla di apertura giapponese è stata sostituita da Kuu-Zen-Zetsu-Go (空·前·絶·後?, Kū-Zen-Zetsu-Go), cantata da Tanimoto. Le cinque sigle di chiusura giapponesi sono Dear Zarathustra (拝啓、ツラツストラ?, Haikei, Tsuratsusutora) dei Good Morning America (ep. 99-111); Pure Heart (純情?, Junjō) di Leo Ieiri (ep. 112-123); Oh Yeah!!!!!!! (オー・ヤー！！！！！！！?, Ō Yā!!!!!!!) dei Czecho No Republic (ep. 124-136); GALAXY (?, Gyarakushī) dei Kyūso Nekokami (ep. 137-146); e Don't Let Me Down (ドント・レット・ミー・ダウン?, Donto Retto Mī Daun), delle Gacharic Spin (ep. 147-159). Nell'edizione internazionale (Dragon Ball Z Kai: The Final Chapters), la sigla di apertura è Fight It Out!!, cantata da Masatoshi Ono, mentre la sigla di chiusura è Never Give Up!!, cantata da Junear.

## Lista episodi
| Nº  | Titolo italiano (traduzione letterale) Giapponese 「Kanji」 - Rōmaji | In onda             | In onda |
| Nº  | Titolo italiano (traduzione letterale) Giapponese 「Kanji」 - Rōmaji | Giapponese          |         |
| 1   | Il sipario si apre sulla battaglia! Son Goku ritorna 「闘いの幕開け！帰ってきたぞ孫悟空」 - Tatakai no makuake! Kaette kita zo Son Gokū | 5 aprile 2009       |         |
| 1   | Freezer distrugge il pianeta Vegeta sterminando, così, quasi tutta la popolazione Saiyan. Goku, un Saiyan ancora neonato, si salva dalla morte giungendo sul pianeta Terra con una navicella spaziale. Cresciuto sulla Terra, dopo essere andato alla ricerca delle 7 sfere del drago con Bulma, dopo essersi allenato con il Genio delle tartarughe e dopo avere salvato il mondo dalla minaccia rappresentata da Piccolo, si sposa con Chichi e ha un figlio, Gohan. Quando Gohan ha quattro anni un misterioso alieno Saiyan giunge sulla Terra con intenzioni ostili, alla ricerca di un certo Kakaroth e avendo un breve incontro con Piccolo. Nel frattempo Gohan si perde nel bosco, ma viene salvato dal padre Goku che lo porta alla Kame House. Poco dopo l'alieno Saiyan (Radish) raggiunge la Kame House e rivela a Goku di essere suo fratello. |                     |         |
| 2   | Il nemico è il fratello di Goku!? Il segreto dei Saiyan, i più forti tra i guerrieri 「敵は悟空の兄！？最強戦士サイヤ人の秘密」 - Teki wa Gokū no ani!? Saikyō senshi Saiya-jin no himitsu | 12 aprile 2009      |         |
| 2   | Radish rivela a Goku le sue origini aliene (rivelandogli il suo vero nome, Kakaroth) invitandolo a unirsi a lui e ad altri due guerrieri Saiyan che vogliono distruggere, tra un anno, la Terra. Goku, ovviamente, rifiuta, così Radish rapisce Gohan dicendo a Goku che, se non ucciderà cento abitanti della Terra, Gohan morirà. Dopo che Radish se ne va arriva Piccolo, che propone a Goku di allearsi con lui per eliminare Radish. Goku accetta e i due raggiungono il luogo della battaglia. |                     |         |
| 3   | Una battaglia con le loro vite a rischio! Il selvaggio attacco suicida di Goku e Piccolo 「命をかけた闘い！悟空とピッコロ捨て身の猛攻」 - Inochi wo kaketa tatakai! Gokū to Pikkoro sutemi no moukō | 19 aprile 2009      |         |
| 3   | Radish sembra troppo forte anche per Goku e Piccolo. Tuttavia Piccolo ha inventato una nuova tecnica in grado di eliminare il nemico, il Makankosappo, ma per fare sì che essa tecnica sia efficace bisogna immobilizzare il nemico. Quando il combattimento sembra volgere al peggio Gohan, arrabbiato per il fatto che suo padre viene calpestato da Radish, esce dalla navicella dove era rinchiuso e, con una potente testata, colpisce Radish. Goku immobilizza Radish, indebolito dalla testata di Gohan, permettendo a Piccolo di usare il Makankosappo che uccide entrambi i fratelli. Radish, prima di morire, avverte che tra un anno arriveranno due guerrieri Saiyan più forti di lui. |                     |         |
| 4   | Son Goku corre nell'aldilà! Il Serpentone lungo un milione di chilometri 「あの世で走れ孫梧空！１００万キロの蛇の道」 - Anoyo de hashire Son Gokū! Hyaku-man kiro no hebi no michi | 26 aprile 2009      |         |
| 4   | Piccolo, conscio della forza latente del piccolo Gohan, decide di allenarlo di persona in modo che possa essere di aiuto nella lotta contro i Saiyan. Nell'aldilà Goku percorre il Serpentone, una via lunghissima, per andare ad allenarsi dal re Kaio. Alla fine Crilin si reca a casa di Chichi per comunicarle la morte di Goku, ma non riesce a farlo. |                     |         |
| 5   | Sopravvivenza nel deserto! La Luna risveglia Gohan 「荒野のサバイバル！月夜が悟飯を呼び覚ます」 - Kouryō no sabaibaru! Tsuki ga Gohan wo yobisamasu | 3 maggio 2009       |         |
| 5   | Gohan viene inseguito da un dinosauro, ma grazie alla sua forza latente (che si sprigiona solo quando è in pericolo o è arrabbiato) riesce a mettersi in salvo, salendo in cima a una montagna con un potente salto. Il problema è che non sa come scendere dalla montagna. Chichi e lo Stregone del Toro arrivano alla Kame House e svengono quando scoprono che Gohan è stato rapito da Piccolo e Goku è morto. Goku rischia di cadere dal Serpentone, ma riesce a ritornare sulla strada. Gohan guardando la Luna si tramuta in un Oozaru (uno scimmione), ma ritorna normale dopo che Piccolo distrugge la Luna e gli taglia la coda. |                     |         |
| 6   | Giunto finalmente alla fine! Il test scherzoso di Re Kaioh 「辿り着いた終点！界王様のおちゃめな試練」 - Tadori tsui ta shūten! Kaiō-sama no ochame na shiren | 10 maggio 2009      |         |
| 6   | Sono passati sei mesi. Yamcha, Yajirobei, Crilin, Tenshinhan e Jiaozi, nel frattempo, vengono allenati dal Dio della Terra. Goku giunge alla fine del Serpentone e, con un balzo, raggiunge il pianeta di Re Kaio, ma scopre che su quel pianeta la gravità è dieci volte più forte di quella terrestre. Il re Kaio dice a Goku che lo allenerà solo se lo farà ridere con una barzelletta. Goku riesce a farlo ridere e il re Kaio lo ammette agli allenamenti: il primo di essi è acciuffare la sua scimmia Bubbles. |                     |         |
| 7   | Il tempo della gravità 10 è superato! Bubbles è stato catturato 「10倍もの重力を克服し、見事バブルスを捕まえた」 - 10 baimo no jūryoku o kokufukushi, migoto Baburusu o tsukamaeta | 17 maggio 2009      |         |
| 7   | L'allenamento di Goku e degli altri guerrieri continua. Goku riesce ad afferrare Bubbles e, in seguito, riesce a colpire con un martello la cavalletta Gregory. Gohan continua ad allenarsi con Piccolo, mentre l'allenamento degli altri guerrieri termina. Infine Baba si reca alla Kame House per predire a Muten e agli altri il futuro, ma non ci riesce. |                     |         |
| 8   | Vieni fuori, Shenron! I Saiyan arrivano finalmente sulla Terra 「いでよ神龍！サイヤ人ついに地球到着」 - Ide yo Shenron! Saiya-jin tsui ni Chikyū touchaku | 24 maggio 2009      |         |
| 8   | Nappa e Vegeta arrivano sulla Terra. Goku viene resuscitato tramite le sfere del drago mentre i guerrieri continuano ad allenarsi. |                     |         |
| 9   | La lotta di Yamcha! Il terrificante Saibamen 「ヤムチャ奮闘！おそるべし栽培マン」 - Yamucha funtō! Osoru beshi Saibaiman | 31 maggio 2009      |         |
| 9   | I Saiyan usano i Saibamen per sconfiggere i guerrieri sulla Terra. La prima vittima è Yamcha. |                     |         |
| 10  | Aspetta Jiaozi! Le urla del Kikōhō di Tenshinhan 「待ってろ餃子! 天津飯絶叫の気功砲」 - Matte ro Chaozu! Tenshinhan zekkyō no Kikōhō | 7 giugno 2009       |         |
| 10  | Continua la battaglia tra Nappa e i guerrieri. Jiaozi e Tenshinhan sono le due nuove vittime. Vegeta, nella speranza che Kakaroth arrivi, opta per una tregua di tre ore. |                     |         |
| 11  | Che farà Son Goku!? La battaglia riprende in tre ore 「間に合うか孫悟空!?戦闘再開まで3時間」 - Maniau ka Son Gokū!? Sentō saikai made sanjikan | 14 giugno 2009      |         |
| 11  | Goku finisce di percorrere il Serpentone e vola a tutta velocità verso il campo di battaglia. La tregua termina e la battaglia riprende. Piccolo difende Gohan da un attacco di Nappa. |                     |         |
| 12  | Piccolo versa il suo fiume di lacrime... Il furioso contrattacco di Son Goku! 「ピッコロが流した涙…孫悟空怒りの大反撃！」 - Pikkoro ga nagashi ta namida... Son Gokū ikari no dai hangeki! | 21 giugno 2009      |         |
| 12  | Piccolo muore e, con lui, il Dio della Terra. Goku arriva soccorrendo Gohan e Crilin e dimostrando la sua superiorità su Nappa. |                     |         |
| 13  | Questo è il Kaiōken!! La battaglia al limite di Goku contro Vegeta 「これが界王拳だ！！限界バトルの悟空ＶＳべジータ」 - Kore ga Kaiōken da!! Genkai batoru no Gokū VS Bejīta | 28 giugno 2009      |         |
| 13  | Goku sconfigge Nappa. Nappa chiede aiuto a Vegeta, ma viene ucciso. Goku, per non coinvolgere Gohan e Crilin nello scontro, decide di andare a combattere da un'altra parte con Vegeta. La battaglia inizia e Goku è costretto sin dall'inizio a usare un doppio Kaiōken, ma non è sufficiente per contrastare la forza del Saiyan. A quel punto, contro la volontà del re Kaio, decide di usare un triplo Kaiōken. |                     |         |
| 14  | L'attacco Kamehameha! La grande e tenace trasformazione di Vegeta 「激突かめはめ波！ベジータ執念の大変身」 - Gekitotsu Kamehameha! Bejīta shūnen no dai-henshin | 5 luglio 2009       |         |
| 14  | Goku usa il triplo Kaiōken per contrastare la forza di Vegeta, ma quest'ultimo, trovandosi in difficoltà con l'avversario, decide di utilizzare un cannone Garlik per distruggere la Terra. Goku, però, lo blocca con una Kamehameha e riesce, grazie a un quadruplo Kaiōken, a ribaltare la situazione e a spazzare via l'avversario. Vegeta, nel frattempo, salvatosi dalla Kamehameha, decide di trasformarsi in uno scimmione creando una Luna artificiale. |                     |         |
| 15  | Goku in assoluto pericolo! Consegnate i vostri desideri per la Genkidama 「絶体絶命の悟空！元気玉に願いを託せ」 - Zettai zetsumei no Gokū! Genkidama ni negai wo takuse | 12 luglio 2009      |         |
| 15  | Goku acceca per qualche secondo Vegeta, così da riuscire a raccogliere le energie della Terra per formare la Genkidama. Quando Vegeta si riprende colpisce Goku, che perde metà del potere della Genkidama. Per lui sarebbe la fine se non fosse per Crilin e Gohan, intenzionati a tagliare la coda di Vegeta. Grazie all'intervento inaspettato di Yajirobei Vegeta ritorna alle sue dimensioni originali. Gohan tiene occupato Vegeta, mentre Goku affida la restante Genkidama a Crilin. |                     |         |
| 16  | Sconfitto l'invincibile Vegeta! Son Gohan ha fatto un miracolo 「打倒不死身のベジータ！奇跡を起こせ孫悟飯」 - Datō fujimi no Bejīta! Kiseki o okose Son Gohan | 19 luglio 2009      |         |
| 16  | Crilin trova il momento giusto e colpisce Vegeta con la Genkidama. Nonostante abbia preso in pieno l'attacco Vegeta è ancora vivo, tra lo stupore di Goku, Gohan e Crilin. Vegeta, dopo un violento attacco, vede che Gohan ha la coda, il quale, guardando la Luna artificiale, si trasforma in Oozaru. Riuscendo a riconoscere la voce del padre Gohan attacca esclusivamente Vegeta, che riesce a tagliargli la coda. Vegeta è ormai stremato e richiama la sua navicella. Crilin afferra la spada di Yajirobei per dare il colpo di grazia a Vegeta. |                     |         |
| 17  | Alba di una feroce battaglia... Il pianeta della speranza è la patria di Piccolo 「激戦の夜明け…希望の星はピッコロの故郷」 - Gekisen no yoake... Kibō no hoshi wa Pikkoro no furusato | 2 agosto 2009       |         |
| 17  | Prima che Crilin dia il colpo di grazia a Vegeta Goku lo ferma. Egli chiede all'amico di permettergli questo atto di egoismo e di lasciare il Sayan in vita, in modo che possa affrontarlo di nuovo in futuro. Crilin accetta riluttante e Vegeta lascia la Terra. L'eremita della tartaruga, Bulma, Chichi e Karin arrivano sul posto, raccolgono i corpi degli amici deceduti e si recano in ospedale con i feriti. Crilin informa gli altri che Dio era un Namecciano e che, probabilmente, sul pianeta Namek ci sono altri individui con altre sfere del drago. Dopo essersi domandati come arrivare sul pianeta si rendono conto che la nave di Nappa è ancora intatta, così Bulma decide di esaminarla per vedere se è utilizzabile. |                     |         |
| 18  | L'astronave che dorme nello Yunzabit! Partenza per il pianeta Namek 「ユンザビットに眠る宇宙船！ナメック星へいざ発進」 - Yunzabitto ni nemuru uchūsen! Namekku-sei he iza hasshin | 9 agosto 2009       |         |
| 18  | Bulma, inavvertitamente, distrugge la navicella di Nappa. Tutti si domandano come fare a raggiungere Namek, quando arriva Popo che porta Bulma nello Yunzabit, il luogo più remoto di tutto il pianeta. Lì è presente la nave spaziale con cui Dio è arrivato sulla Terra, speditovi dai propri genitori molto tempo addietro. Crilin accetta di accompagnare Bulma sul pianeta e, nonostante il parere contrario della madre, anche Gohan si aggrega a loro. Dopo dieci giorni i tre partono alla volta del pianeta Namek. |                     |         |
| 19  | Un formidabile nuovo nemico! L'imperatore dell'universo, Freezer 「新たなる強敵！宇宙の帝王フリーザ」 - Arata naru kyōteki! Uchū no teiō Furīza | 16 agosto 2009      |         |
| 19  | Mentre Crilin e Gohan si allenano sulla navicella spaziale Vegeta, in fin di vita, arriva sul pianeta Freezer 79, dove viene curato dagli uomini di Freezer. Una volta ripresosi dalle ferite Vegeta scopre che anche Freezer vuole la vita eterna e per questo motivo è andato su Namek; furioso per la notizia Vegeta parte per Namek, deciso a trovare le sette sfere prima di Freezer. Goku, all'ospedale, si allena nonostante i divieti dei medici, mentre Chichi è preoccupata per Gohan. Lui, Crilin, Gohan e Bulma arrivano su Namek, ma scoprono con orrore che Vegeta e un'altra navicella spaziale sono arrivati su Namek. Nel frattempo Freezer uccide gli abitanti di un villaggio per farsi consegnare una sfera. |                     |         |
| 20  | Ribellione contro Freezer! Vegeta, bruciando con ambizione 「フリーザへの反逆！野望に燃えるベジータ」 - Furīza e no hangyaku! Yabō ni moeru Bejīta | 23 agosto 2009      |         |
| 20  | Kiwi, vecchio rivale di Vegeta, arriva su Namek per ucciderlo per ordine di Freezer. Rispetto a un tempo, in cui i due erano alla pari, la forza di Vegeta è aumentata notevolmente, così il Saiyan non ha difficoltà a sconfiggere il suo avversario. Intanto Gohan e Crilin affrontano due uomini di Freezer recatisi sul posto in perlustrazione, ma, prima che riescano a sconfiggerli, essi danneggiano la nave di Dio. Dopo essersi messa al riparo Bulma comunica a Muten che su Namek c'è anche Vegeta e Muten lo riferisce a Goku, ancora in ospedale. Yajirobei porta i senzu a Goku che si riprende del tutto, pronto a partire per Namek. |                     |         |
| 21  | Proteggere le sfere del drago! L'offensiva Namecciana 「守れドラゴンボール！ナメック星人総攻撃」 - Mamore doragon bōru! Namekku-seijin sōkōgeki | 30 agosto 2009      |         |
| 21  | Goku arriva alla Capsule Corporation, dove il dr. Brief ha approntato una nave di modo che egli arrivi su Namek in cinque giorni mentre si allena. Il Saiyan comincia l'allenamente a 20G mentre decolla verso lo spazio. Intanto un piccolo gruppo di Namecciani si ribella contro gli uomini di Freezer, ma Zarbon si rivela un avversario troppo potente. Apprendendo che la loro gente viene individuata tramite gli Scouter l'Anziano locale li distrugge. Allora Dodoria, pieno di rabbia, si scaglia contro gli abitanti del villaggio. |                     |         |
| 22  | Il feroce e terrificante inseguimento di Dodoria! Vegeta apprende la verità 「猛追ドドリアの恐怖!ベジータに明かす真実」 - Mōtsui Dodoria no kyōfu! Bejīta ni akasu shinjitsu | 6 settembre 2009    |         |
| 22  | Dodoria, pieno di rabbia, riesce a sconfiggere quasi tutti i Namecciani, ma mentre sta per uccidere un bambino, unico superstite, viene attaccato da Gohan. Crilin e lo stesso Gohan, preso il piccolo Namecciano, scappano da un furibondo Dodoria a cui riescono a sfuggire nascondendosi. Quest'ultimo, sulla via del ritorno, viene attaccato da Vegeta al quale rivela, per avere salva la vita, la verità sul suo pianeta natale. Fu infatti Freezer, e non un meteorite, a distruggere il pianeta dei Saiyan. Dopo averlo saputo Vegeta uccide, comunque, Dodoria. |                     |         |
| 23  | Le manovre segrete di Vegeta! La terribile tragedia dei Namecciani 「暗躍のベジータ!ナメック星人を襲う悲劇」 - Anyaku no Bejīta! Namekku-seijin o osou higeki | 13 settembre 2009   |         |
| 23  | Crilin e Gohan, mentre fanno ritorno alla grotta dove hanno lasciato Bulma assieme al piccolo Namecciano, si imbattono in Vegeta, al quale sfuggono fortunosamente. Una volta arrivati il bambino rivela di chiamarsi Dende e racconta ai tre terrestri la storia di Namek e del Capo Anziano. Dende, convinto delle buone intenzioni dei Terrestri, decide di condurre Crilin da lui. Nel frattempo Vegeta stermina l'intera popolazione di un villaggio e si impossessa di una sfera, nascondendola in un laghetto poco distante mentre Freezer, con le altre sfere del drago, fa ritorno alla sua nave e ordina a Zarbon di cercare quelle rimanenti. |                     |         |
| 24  | I nostri amici risorgono! La trasformazione mostruosa del bellissimo soldato Zarbon 「甦る仲間たち!美戦士ザーボン悪魔の変身」 - Yomigaeru nakama tachi! Bisenshi Zābon akuma no henshin | 20 settembre 2009   |         |
| 24  | Mentre Crilin e Dende continuano il loro viaggio verso la casa del Capo Anziano di Namek il re Kaio comunica a Goku che Jiaozi, Tenshinhan, Piccolo e Yamcha sono arrivati al suo mondo e stanno ricevendo il suo stesso allenamento. Dopo avere appreso che Freezer è il tiranno che sta terrorizzando Namek il re Kaio intima a Goku di stargli alla larga a tutti i costi. Intanto Vegeta ingaggia battaglia con il braccio destro di Freezer, Zarbon. Il Saiyan sembra essere in vantaggio, tuttavia Zarbon si trasforma, acquistando una grande quantità di potenza, spostando le sorti dello scontro in suo favore e riducendo Vegeta in fin di vita. |                     |         |
| 25  | L'aumento del potere di Crilin! Il presentimento di Freezer 「パワーアップだクリリン！うごめくフリーザの予感」 - Pawappu da Kuririn! Ugomeku Furīza no yokan | 27 settembre 2009   |         |
| 25  | Crilin e Dende arrivano alla casa del Capo Anziano dove vengono accolti da Nail, uno dei Namecciani più forti. Il patriarca esprime i suoi dubbi circa la possibilità che alcun desiderio venga esaudito vista la vicinanza della sua morte. Il vecchio legge nella mente di Crilin e apprende la storia del Namecciano che è divenuto Dio della Terra. L'Anziano si rende conto che le intenzioni del Terrestre sono pure e gli affida una sfera; inoltre lo aiuta a risvegliare potere latente che è in lui. Crilin, stupito dal grande incremento di potenza ricevuto, chiede se è possibile sbloccare il potenziale di Gohan e riceve una risposta affermativa. Intanto Zarbon fa rapporto al suo capo dicendo di avere sconfitto Vegeta, ma di non averne trovato il corpo. Freezer biasima il suo sottoposto per non avere interrogato il suo avversario pensando che il Saiyan possa avere nascosto una sfera e lo manda, dunque, alla ricerca di Vegeta. Intanto, usando il Dragon Radar, Gohan si accorge che c'è una sfera incustodita a poca distanza dalla sua attuale posizione e si reca sul posto. Mentre Freezer esprime i suoi timori circa i Saiyan Zarbon riporta Vegeta alla nave e lo mette in una camera di guarigione. |                     |         |
| 26  | La cospirazione va in pezzi! Il contrattacco di Vegeta contro Zarbon 「砕け散れ陰謀！逆襲のベジータVSザーボン」 - Kudake chire inbō! Gyakushū no Bejīta VS Zārbon | 4 ottobre 2009      |         |
| 26  | Vegeta, ripresosi dalle ferite, riesce a rubare le cinque sfere del drago in possesso di Freezer. Una volta fuggito il Saiyan si imbatte in Crilin e lo insegue nel tentativo di portargli via la sfera in suo possesso. Il Terrestre fa ritorno alla grotta con la sfera del drago, ma, essendo distratto dall'aumento di potenza ricevuto, non si accorge di essere stato seguito da Vegeta che a sua volta è stato seguito da Zarbon, inviato alla ricerca del Saiyan da Freezer. Intanto Gohan recupera la sfera nascosta nel lago. Zarbon e Vegeta si battono e, nonostante la trasformazione, Zarbon viene sconfitto da Vegeta, il quale ha aumentato la sua potenza essendosi ripreso da ferite quasi mortali. |                     |         |
| 27  | Situazione critica! Gohan, proteggi la sfera a quattro stelle 「一触即発のピンチ！悟飯よ四星球を守れ」 - Isshokusokuhatsu no pinchi! Gohan yo sūshinchū o mamore | 11 ottobre 2009     |         |
| 27  | Crilin consegna la sfera del drago a Vegeta dopo che quest'ultimo ha ucciso Zarbon, avendo capito di non avere nessuna possibilità contro il Saiyan. Mentre sta facendo ritorno alla grotta con un'altra sfera Gohan viene fermato e minacciato da Vegeta, ma riesce, nascondendolo, a evitare di consegnare il prezioso oggetto. Una volta resosi conto di essere stato ingannato da Gohan Vegeta si infuria e comincia a setacciare tutte le caverne dove possono essersi nascosti i Terrestri i quali, fortunatamente, nel frattempo si sono spostati altrove. Intanto Freezer viene informato del fatto che la Squadra Ginew sta per arrivare, mentre Goku continua il suo allenamento nello spazio. |                     |         |
| 28  | Grande battaglia in avvicinamento! L'arrivo della Squadra Speciale Ginew! 「迫る超決戦!ギニュー特戦隊只今参上ッ!」 - Semaru chōkessen! Ginyū tokusentai tadaimasanjō! | 18 ottobre 2009     |         |
| 28  | Crilin porta Gohan dal Capo Anziano per fare sì che sblocchi il suo potenziale latente. Tuttavia Vegeta avverte la loro presenza mentre si dirigono dal vecchio Namecciano e li raggiunge. Nail, l'aiutante del Capo Anziano, informa i tre di una potente forza che si sta avvicinando al pianeta. Vegeta riconosce le aure della Squadra Ginew, i cinque più forti individui al servizio di Freezer. Gohan e Crilin accettano, loro malgrado, di usare le sfere del drago per rendere Vegeta immortale in modo da renderlo capace di sconfiggere la Squadra Ginew. I tre, recuperata la sfera che avevano affidato a Bulma, si dirigono verso le altre, mentre la Squadra Ginew atterra sul pianeta e fa rapporto a Freezer. |                     |         |
| 29  | Il primo membro della Squadra Speciale! Spezzare l'incantesimo di Guldo 「特戦隊の一番手!グルドの呪縛を打ち崩せ」 - Tokusentai no ichibante! Gurudo no jubaku o uchikuzuse | 25 ottobre 2009     |         |
| 29  | Vegeta, Crilin e Gohan si affrettano a raggiungere le cinque sfere del drago nascoste da Vegeta. Tuttavia i membri della Squadra Ginew li precedono sul posto e, utilizzando le loro abilità, si impossessano anche delle sfere rimanenti. Il Capitano Ginew porta le sette sfere da Freezer, mentre gli altri membri tirano a sorte per decidere chi si batterà con chi. Rikoom si aggiudica lo scontro con Vegeta, mentre Guldo affronterà Crilin e Gohan. Quest'ultimo scontro inizia per primo. Dopo avere dimostrato di essergli superiori Crilin e Gohan vengono paralizzati dai poteri extra-sensoriali di Guldo, ma, prima che egli riesca a colpirli, Vegeta lo uccide. Dopo che gli altri membri della Squadra Speciale si sono lamentati della scorrettezza di Vegeta Rikoom si fa avanti per iniziare il suo duello. Intanto Goku è a soli dieci minuti dall'atterraggio su Namek. |                     |         |
| 30  | L'infernale Rikoom! Fammi divertire, Vegeta 「地獄のリクーム!楽しませろよベジータちゃん」 - Jigoku no Rikūmu! Tanoshimasero yo Bejīta-chan | 1º novembre 2009    |         |
| 30  | Vegeta inizia il combattimento con Rikoom. Nonostante il principe dei Saiyan riesca a mettere a segno numerosi colpi il suo avversario sembra non subire alcuna conseguenza. Quando Vegeta non riesce più a difendersi Gohan e Crilin si uniscono al combattimento, ma vengono anch'essi velocemente sopraffatti dall'erculeo membro della Squadra Ginew. Intanto Freezer, dopo avere tentato senza successo di usare le sfere del drago, intima a Ginew di rimanere a guardia delle stesse mentre egli si reca in cerca di qualche Namecciano che gli riveli come usare le sfere. Quando sembra che non ci sia più speranza per Vegeta, Crilin e Gohan la navicella di Goku giunge, finalmente, sul pianeta Namek. |                     |         |
| 31  | Finalmente arriva Son Goku! Maltrattare la Squadra Speciale Ginew 「孫悟空ついに到着!蹴散らせギニュー特戦隊」 - Son Gokū tsui ni tōchaku! Kechirase Ginyū tokusentai | 8 novembre 2009     |         |
| 31  | Goku, dopo avere dato un senzu a Crilin, Gohan e Vegeta, inizia a combattere con la Squadra Ginew ed è subito in vantaggio. Rikoom si lancia alla volta del Saiyan, ma viene sconfitto con un singolo colpo. Jeeth e Butter tentano di colpire Goku con diverse tecniche, nessuna delle quali ha effetto sull'avversario. Quando anche Butter viene sconfitto con pochi colpi Jeeth rimane sgomento di fronte al suo avversario, rendendosi conto che egli è il più forte che abbia mai incontrato. |                     |         |
| 32  | Entra in scena il protagonista!? Il Capitano Ginew contro Son Goku 「真打ち登場!?ギニュー隊長VS孫悟空」 - Shinuchi toujō!? Ginyū taichō VS Son Gokū | 15 novembre 2009    |         |
| 32  | Goku dice a Jeeth di portare via Rikoom e Butter e di lasciare il pianeta. Il membro della Squadra Ginew corre invece ad avvisare il suo capitano dell'accaduto. Dopo avere sotterrato le sfere Ginew e Jeeth si dirigono alla volta di Goku. Intanto Vegeta uccide Butter e Rikoom, mentre Crilin e Gohan si accorgono che Freezer si sta dirigendo verso la casa del Capo Anziano. Goku dice a Gohan e Crilin di andarsene, mentre lui e Vegeta si occuperanno degli ultimi due membri della Squadra Speciale. Vegeta, tuttavia, inganna Goku e scappa lasciandolo solo contro Jeeth e Ginew. Nonostante il Saiyan sia in vantaggio il capitano sembra avere fiducia nelle sue capacità e chiede a Goku di mostrare tutta la sua potenza, cosa che egli acconsente di fare. |                     |         |
| 33  | Son Goku a piena potenza! Il terrorizzato Ginew ha un asso nella manica!? 「フルパワーだ孫悟空!おののくギニューに秘策あり!?」 - Furu pawā da Son Gokū! Ononoku Ginyū ni hisaku ari!? | 22 novembre 2009    |         |
| 33  | Goku espande enormemente la sua aura fino a superare addirittura il livello di potenza del Capitano Ginew. Quest'ultimo, tuttavia, non sembra affatto preoccupato di tutto ciò. Il Capo Anziano sblocca il potere latente di Dende e gli dice di raggiungere i Terrestri, mentre Nail inizia a battersi con Freezer. Nonostante il tiranno sia indubbiamente il più forte egli rimane impressionato dal livello del suo avversario e dalla sua abilità di rigenerazione. Gohan e Crilin, dopo avere salvato Bulma da un dinosauro, consultano il Dragon Radar per scoprire dove siano le sfere del drago. Intanto Ginew, dopo essersi inflitto una grave ferita, lancia in direzione di Goku un misterioso raggio. |                     |         |
| 34  | Sorpresa! Goku è Ginew e Ginew è Goku!? 「ビックリ!悟空がギニューでギニューが悟空!?」 - Bikkuri! Gokū ga Ginyū de Ginyū ga Gokū!? | 29 novembre 2009    |         |
| 34  | Il raggio che Ginew ha lanciato a Goku ha l'effetto di scambiare i corpi dei due. Goku rimane, dunque, intrappolato nel corpo ferito del suo avversario. Crilin e Gohan arrivano alla nave di Freezer e dissoterrano le sfere del drago. Nel frattempo Vegeta, all'interno della nave, si dota di una nuova armatura. Ginew, nel corpo di Goku, arriva alla nave accompagnato da Jeeth e attacca i Terrestri, che riescono a respingerlo dato che non è in grado di controllare il suo nuovo corpo. Vegeta esce allora dalla nave e comincia a battersi con Jeeth sconfiggendolo senza grosse difficoltà. Poco dopo anche Goku, nel corpo di Ginew, arriva alla nave. |                     |         |
| 35  | Una grande svolta per Goku!? Super Shenron, esci adesso! 「悟空大逆転!?今こそいでよ超神龍!」 - Gokū dai-gyakuten!? Ima koso ide yo chō-Shenron! | 6 dicembre 2009     |         |
| 35  | Dopo avere sconfitto Jeeth Vegeta si concentra su Ginew, che occupa il corpo di Goku, e lo malmena facilmente. Prima che Ginew riesca a cambiare di nuovo corpo Goku si intromette e riesce a riprendersi il suo. Vegeta attacca, dunque, Ginew, adesso nel suo corpo, che si difende cercando di scambiarsi con il principe dei Saiyan. Goku riesce a impedire lo scambio tirando una rana sulla traiettoria del raggio e intrappolando Ginew in quest'ultima. Dopo avere posto Goku in una camera riabilitativa e fornite a Crilin e Gohan delle nuove armature Vegeta si riposa per recuperare le forze. Intanto Freezer abbatte Nail, che rivela al suo avversario che stava solo cercando di prendere tempo in modo da permettere ai Terrestri di usare le sfere. Mentre Freezer si precipita verso la sua nave Crilin e Gohan, aiutati da Dende, richiamano Polunga, il drago di Namek. |                     |         |
| 36  | Un infuriato Freezer si avvicina! Polunga... esaudisci questo desiderio! 「激昂フリーザが迫る!ポルンガよ…願いを叶えたまえ!」 - Gekikō Furīza ga semaru! Porunga yo... negai o kanaetamae! | 13 dicembre 2009    |         |
| 36  | Una volta evocato Polunga rivela a Crilin, Gohan e Dende che ha il potere di esaudire tre desideri, ma che può resuscitare solo una persona alla volta. Piccolo si mette allora in comunicazione con loro e chiede di essere resuscitato e trasportato su Namek con due dei tre desideri. La richiesta di Piccolo viene esaudita ed egli si ritrova su Namek, vivo, ma lontano dal luogo dove si trovano gli altri. Avvertendo l'aura di Freezer che si avvicina Vegeta si risveglia e, adirato con i Terrestri per l'inganno subito, esige che l'ultimo desiderio venga usato per renderlo immortale. Prima che il desiderio possa essere espresso tuttavia il Capo Anziano muore, rendendo le sfere inutilizzabili. In quel momento arriva sul posto Freezer che, infuriato, comincia a espandere enormemente la sua aura terrorizzando tutti i presenti a eccezione di Vegeta. Mentre il pianeta intero trema per la potenza del tiranno Goku è ancora nella camera riabilitativa. |                     |         |
| 37  | Una super trasformazione da incubo! La forza combattiva da un milione di Freezer 「悪夢の超変身!戦闘力100万のフリーザ」 - Akumu no chō-henshin! Sentō-ryoku hyaku-man no Furīza | 20 dicembre 2009    |         |
| 37  | Piccolo arriva su Namek dopo essere stato resuscitato e, mentre si sta dirigendo verso i suoi compagni, si imbatte in un agonizzante Nail. Dopo un iniziale rifiuto Piccolo si fonde con Nail aumentando notevolmente la sua potenza e prosegue in direzione di Freezer. Intanto, dopo essersi battuto con Vegeta, Crilin e Gohan, Freezer si trasforma raggiungendo una forza combattiva di un milione. Acquisita questa nuova forma il tiranno carica Crilin in aria e lo impala con una delle sue corna. |                     |         |
| 38  | Freezer mostra le zanne! La superiorità della forza d'attacco di Gohan 「牙をむくフリーザ!超絶パワーが悟飯を襲う」 - Kiba o muku Furīza! Chōzetsu pawā ga Gohan o osō | 27 dicembre 2009    |         |
| 38  | Freezer, dopo avere trafitto Crilin, lo lancia in acqua. Gohan si precipita a salvare l'amico, ma il suo percorso è bloccato dal tiranno. Vedendo il dolore dell'amico la rabbia ha la meglio sul piccolo Saiyan, che inizia immediatamente a colpire Freezer con grande sorpresa di Vegeta. Mentre Gohan si avventa sul suo avversario in aria Dende salva Crilin dall'annegamento e lo guarisce. Freezer si lancia verso Gohan per vendicarsi e viene salvato dall'ormai guarito Crilin, che distrae il tiranno con numerosi attacchi e diversivi in modo da guadagnare tempo affinché Dende guarisca Gohan. Tuttavia la forza di Freezer è evidentemente superiore, così i tre guerrieri tentano un attacco energetico combinato che, però, non ha alcun effetto. Prima che Freezer possa colpirli Piccolo arriva finalmente sul campo di battaglia annunciando che si batterà da solo con Freezer. |                     |         |
| 39  | Il rinato Piccolo si mostra! La seconda trasformazione di un infuriato Freezer 「新生ピッコロあらわる!激怒フリーザ第2の変身」 - Shinsei Pikkoro arawaru! Gekido Furīza dai 2 no henshin | 10 gennaio 2010     |         |
| 39  | Mentre Goku è ancora nella camera di guarigione Piccolo inizia a battersi con Freezer, riuscendo a tenere testa al suo avversario. Il Namecciano, resosi conto di essere in leggero svantaggio, decide di rimuovere gli indumenti pesanti che lo rallentano riuscendo a sopraffare l'avversario. Per riprendere le redini dello scontro Freezer decide di trasformarsi di nuovo. Assunta la sua terza forma il tiranno comincia a bersagliare il Namecciano con rapidi colpi energetici e si dimostra nuovamente superiore. Gohan interviene nello scontro per aiutare Piccolo e, quando Crilin tenta di fare altrettanto, Vegeta lo ferma dicendogli di avere un piano che gli consentirà di sconfiggere il nemico. |                     |         |
| 40  | L'ultima super trasformazione di Freezer! Inizia il terrore più grande dell'inferno 「フリーザ最後の超変身!地獄以上の恐怖がはじまる」 - Furīza saigo no chō-henshin! Jigoku ijō no kyōfu ga hajimaru | 17 gennaio 2010     |         |
| 40  | Gohan scatena tutta la sua ira sul nemico mettendolo, anche se per pochi secondi, in seria difficoltà. A questo punto Freezer intuisce che l'aumento improvviso di potenza di Gohan può essere spiegato in un solo modo: il ragazzo ha sangue Saiyan. Stupefatto e in qualche modo intimorito dalle potenzialità della razza Saiyan, Freezer decide di ricorrere alla sua ultima trasformazione. Nel frattempo Vegeta svela a Crilin il suo piano: farsi ridurre volontariamente in fin di vita da quest'ultimo per poi farsi curare, ma qualcosa sembra andare storto. Dende, che ha ancora in mente le malvagità condotte da Vegeta sul suo popolo, in un primo momento si rifiuta di curare il principe dei Saiyan. Solo le suppliche di Piccolo, curato nel frattempo dallo stesso bambino Namecciano, lo convincono a salvare Vegeta. Nel frattempo Freezer, raggiunta la sua forma finale, uccide Dende capendo che è lui la fonte di guarigione dei suoi avversari, per poi scagliare immediatamente un potentissimo colpo verso Gohan. |                     |         |
| 41  | Il momento tanto atteso! Son Goku è guarito 「待ちに待ったぜこの瞬間!孫悟空が復活だ」 - Machi ni matta zekono shukan! Son Gokū ga fukkatsu da | 24 gennaio 2010     |         |
| 41  | Vegeta interviene nello scontro, riuscendo a bloccare il colpo che Freezer ha lanciato in direzione di Gohan. Nonostante quest'ultimo si dimostri grato Vegeta spiega che non aveva intenzione di salvare il piccolo Saiyan ma solo di testare la sua nuova forza essendo convinto di essere divenuto un Super Saiyan. Il principe inizia ad attaccare Freezer con tutta la sua potenza, ma senza riuscire a colpirlo o danneggiarlo. Il tiranno passa al contrattacco e si dimostra ancora superiore al suo avversario. Gohan cerca di intervenire, ma viene fermato da Piccolo che gli dice che, visto il divario di potenza, il suo apporto non servirebbe a niente. Mentre Vegeta continua a subire gli attacchi di Freezer Goku finalmente si riprende ed esce dalla camera di recupero per raggiungere il campo di battaglia. |                     |         |
| 42  | Sconfiggi Freezer, Son Goku! Le lacrime dell'orgoglioso Vegeta 「フリーザを倒せ孫悟空!誇り高きベジータの涙」 - Furīza o taose Son Gokū! Hokori-takaki Bejīta no namida | 31 gennaio 2010     |         |
| 42  | Vegeta, non essendo in grado di contrastare Freezer, viene velocemente atterrato e ferito mortalmente, mentre Piccolo, Gohan e Crilin sono costretti ad assistere impotenti allo scontro. Goku giunge finalmente sul posto e Freezer riconosce nei tratti del ragazzo quelli del padre. Vegeta chiede a Goku di sconfiggere Freezer, essendo quest'ultimo responsabile della distruzione del loro pianeta natale e schernisce il tiranno dicendogli che di fronte a lui si para un Super Saiyan. Freezer, irritato da queste parole, lo colpisce dritto al cuore lasciandogli solo il tempo di implorare Goku di vincere prima di spirare. Goku, dopo avere seppellito Vegeta, si prepara allo scontro con Freezer. |                     |         |
| 43  | Son Goku contro Freezer! Questo è l'inizio della super battaglia! 「孫悟空VSフリーザ!超決戦の幕開けだ!」 - Son Gokū VS Furīza! Chō-kessen no makuake da! | 7 febbraio 2010     |         |
| 43  | Goku inizia lo scontro con Freezer e i due dimostrano subito di essere combattenti di altissimo livello. Dopo essersi scambiati alcuni colpi molto potenti gli avversari si rendono conto di essere allo stesso livello. Mentre il Saiyan e il tiranno continuano a battersi Gohan, Crilin e Piccolo si allontanano per evitare di rimanere coinvolti e i combattenti deceduti sulla Terra assistono allo scontro dal pianeta del re Kaio. |                     |         |
| 44  | Battaglia fisica oltre ogni limite! Goku e Freezer e Ginew di nuovo!? 「限界突破の肉弾戦!悟空とフリーザとギニュー再び!?」 - Genkai toppa no nikudansen! Gokū to Furīza to Ginyū futatabi!? | 14 febbraio 2010    |         |
| 44  | La battaglia tra Goku e Freezer prosegue e i due sembrano essere alla pari. Il Saiyan, tuttavia, rimane sgomento nell'apprendere che il suo avversario stava usando solo una frazione del suo potere e quando quest'ultimo arriva a usarne il 50% Goku viene sopraffatto. I guerrieri nell'aldilà non si dimostrano preoccupati, supponendo che il loro compagno indossi indumenti pesanti e non abbia ancora usato il Kaioken, tuttavia il re Kaio spiega che gli indumenti del Saiyan sono normali e che egli ha usato il Kaioken per tutta la durata dello scontro. Intanto Bulma incontra il Capitano Ginew, ancora nel corpo della rana; egli scambia il suo corpo con quello della ragazza e si dirige verso il campo di battaglia, inseguito dalla Terrestre. |                     |         |
| 45  | Kaioken alla ventesima potenza! La Kamehameha del tutto per tutto 「２０倍界王拳だ！すべてを賭けたかめはめ波」 - Nijū-bai Kaiō-Ken da! Subete o kaketa Kamehameha | 21 febbraio 2010    |         |
| 45  | Ginew tenta di rubare il corpo a Piccolo, ma Gohan riesce a impedirglielo lanciando Bulma, nel corpo della rana, nel raggio, restituendole il suo corpo. Intanto Goku, visibilmente in svantaggio, continua il duello con Freezer e, spronato da una visione di quello che il tiranno potrebbe fare se lo battesse, decide di utilizzare il Kaioken alla ventesima potenza. Il Saiyan rilascia un'enorme Kamehameha che persino Freezer ha difficoltà a respingere. Egli riesce tuttavia a contrastare l'attacco di Goku e riprende lo scontro. Spronato, questa volta da una visione dei Saiyan sconfitti, Goku riparte nuovamente all'attacco. |                     |         |
| 46  | Questa è l'ultima speranza! La Genkidama gigante di Goku 「これが最後の切り札だ！悟空の特大元気玉」 - Kore ga saigo no kirifuda da! Gokū no tokudai Genki-dama | 28 febbraio 2010    |         |
| 46  | Goku, resosi conto di non essere in grado di competere con Freezer nemmeno al 50%, decide di usare la Genkidama. Piccolo interviene nello scontro per dare tempo al Saiyan di accumulare le energie nella sfera. Gli attacchi del Namecciano riescono a distrarre il tiranno ma non a infliggergli un serio danno. Freezer, atterrato Piccolo, alza lo sguardo scorgendo l'enorme sfera di energia accumulata da Goku. |                     |         |
| 47  | Risvegliati guerriero leggendario... Il Super Saiyan, Son Goku! 「目覚めろ伝説の戦士…超サイヤ人、孫悟空！」 - Mezamero densetsu no senshi... Sūpā Saiya-jin, Son Gokū! | 7 marzo 2010        |         |
| 47  | Goku lancia la Genkidama, ormai completa, verso Freezer. Goku, Gohan, Crilin e Piccolo, pensando di avere vinto, pianificano il ritorno sulla Terra. Tuttavia Freezer riesce a sopravvivere e colpisce prima Piccolo ferendolo gravemente, poi solleva Crilin facendolo esplodere. Goku, furioso per la morte del suo amico, subisce una trasformazione: i suoi occhi diventano verdi, i capelli biondi e il suo corpo si circonda di un'aura dorata assumendo l'aspetto del leggendario Super Saiyan. |                     |         |
| 48  | L'adirato Super Saiyan! Dichiara di volere combattere, Son Goku! 「怒れる超サイヤ人!名乗りを上げろ孫悟空!」 - Okoreru sūpā Saiya-jin! Nanori o agero Son Gokū! | 14 marzo 2010       |         |
| 48  | La battaglia tra Freezer e Goku riprende con quest'ultimo che, dopo la sua trasformazione, si dimostra nettamente superiore. Nonostante tutti i suoi sforzi Freezer non riesce ad abbattere Goku e si rende conto che il suo più grande timore si è avverato: il suo avversario è diventato un Super Saiyan. Freezer, in un disperato tentativo di sconfiggere Goku, colpisce lo stesso Namek allo scopo di distruggere il pianeta e tutti coloro che sono su di esso a eccezione del tiranno, che è in grado di sopravvivere nello spazio. |                     |         |
| 49  | Esigi vendetta, Son Goku! Il conto alla rovescia per il collasso del pianeta 「仇を討て孫悟空！惑星崩壊のカウントダウン」 - Ada o ute Son Gokū! Wakusei hōkai no kauntodaun | 21 marzo 2010       |         |
| 49  | L'attacco di Freezer distrugge il nucleo del pianeta, lasciando a Namek solo cinque minuti di vita. Goku crede di essere in grado di sconfiggere il suo avversario e riuscire a fuggire in tempo, tuttavia lascia a Freezer la possibilità di caricarsi fino al 100% volendolo sconfiggere al massimo delle sue possibilità. Intanto Gohan lascia Piccolo alla nave di Goku e si reca alla ricerca di Bulma. |                     |         |
| 50  | Freezer a piena potenza pronto a morire! Shenron, ascolta questo desiderio 「フリーザ決死のフルパワー！願いを届けてくれ神龍」 - Furīza kesshi no furu pawā! Negai o todokete kure Shenron | 28 marzo 2010       |         |
| 50  | Mentre lo scontro fra Goku e Freezer continua il re Kaio viene a sapere che sulla Terra sono state raccolte tutte e sette le sfere del drago e chiede, tramite Mr. Popo, di fare resuscitare coloro che sono stati uccisi da Freezer e dai suoi uomini, in modo da fare risorgere anche il Capo Anziano di Namek e riavere, così, le sfere Namecciane. |                     |         |
| 51  | Il furioso grido di battaglia di Goku! Appena in tempo... il desiderio di resurrezione! 「悟空激怒の雄叫び！間に合え…起死回生の願い！」 - Gokū gekido no osakebi! Ma ni ae... kishi-kaisei no negai! | 4 aprile 2010       |         |
| 51  | Il desiderio del re Kaio viene esaudito e tutte le vittime di Freezer e dei suoi uomini tornano in vita. Intanto Freezer sembra avere sconfitto Goku, così Gohan si batte con il tiranno nel tentativo di guadagnare tempo. Freezer si prepara a finire Gohan, ma Goku riesce a fermarlo e lo distrae mentre il Capo Anziano manda Dende da Polunga. Il drago trasporta tutti sulla Terra a eccezione dei due combattenti, che si preparano all'ultimo scontro prima dell'esplosione del pianeta. |                     |         |
| 52  | Gli ultimi due rimasti sul pianeta morente! Questa è la resa dei conti finale 「消えゆく星に残った２人！これが最終決戦だ」 - Kieyuku hoshi ni nokotta futari! Kore ga saishū kessen da | 11 aprile 2010      |         |
| 52  | Mentre il duello prosegue i due guerrieri sembrano essere alla pari, tuttavia Goku si accorge che la forza del suo avversario sta diminuendo. Il Saiyan, allora, resosi conto della sua superiorità, decide di non volere proseguire oltre. Freezer, adirato dall'atteggiamento del suo avversario, lancia due dischi di energia verso Goku. Il Super Saiyan riesce a evitare i dischi, che finiscono per colpire lo stesso Freezer. |                     |         |
| 53  | L'ultimo colpo di Son Goku... Il pianeta Namek si sparge nello spazio 「孫悟空、最後の一撃…ナメック星宇宙に散る」 - Son Gokū, saigo no ichigeki... Namekku-sei uchū ni chiru | 18 aprile 2010      |         |
| 53  | Sulla Terra il Capo Anziano muore dopo avere passato i suoi poteri a un altro anziano Namecciano. Intanto, su Namek, Freezer implora pietà e Goku decide di aiutarlo donandogli una piccola parte della sua energia. Il tiranno tuttavia prova a colpire Goku alle spalle, ma quest'ultimo riesce a respingere il colpo e a finire il suo avversario. Il Super Saiyan tenta allora di lasciare il pianeta morente. |                     |         |
| 54  | Goku scompare nello spazio... Ritornate alla vita! Super guerrieri 「宇宙に消えた悟空…甦れ！超戦士たち」 - Uchū ni kieta Gokū... Romigaere! Chō senshi-tachi | 25 aprile 2010      |         |
| 54  | In seguito alla distruzione del pianeta Namek il re Kaio informa Bulma e gli altri dell'apparente morte di Goku e del fatto che, nonostante le sfere del drago Namecciane siano in grado di riportare in vita lui e Crilin, essi risorgeranno nel vuoto dello spazio e moriranno nuovamente. Vegeta, tuttavia, suggerisce di trasferire, tramite le sfere, le anime dei due sulla Terra per poi riportarli in vita. Trascorsi centotrenta giorni Crilin viene riportato in vita, ma Goku, che è ancora vivo, si rifiuta di tornare sulla Terra, almeno per il momento, così, viene resuscitato Yamcha al suo posto. Dopo altri centotrenta giorni anche Tenshinhan e Jiaozi vengono resuscitati e i Namecciani vengono trasportati su un nuovo pianeta Namek. |                     |         |
| 55  | Questa è la Terra, papà... La rappresaglia di Freezer e suo padre 「あれが地球だよパパ…フリーザ親子の逆襲」 - Are ga Chikyū da ya papa... Furīza-oyako no gyakushū | 2 maggio 2010       |         |
| 55  | Dopo un anno dall'esplosione di Namek Goku non è ancora tornato. I guerrieri sulla Terra avvertono un'aura familiare in avvicinamento e si rendono conto che si tratta di Freezer, ricostruito sotto forma di cyborg dopo lo scontro con Goku. Egli, accompagnato dal padre, il re Cold, si sta dirigendo sulla Terra allo scopo di vendicarsi. Nonostante si rendano conto di non essere in grado di fermare il tiranno i guerrieri si recano sul luogo dell'atterraggio ma, non appena Freezer, suo padre e i loro uomini sbarcano, un ragazzo misterioso si para loro davanti affermando di essere venuto a sconfiggerli. |                     |         |
| 56  | Ti sconfiggerò Freezer! Un altro Super Saiyan 「フリーザはボクが倒す！もう一人の超サイヤ人」 - Furīza wa boku ga taosu! Mō hitori no sūpā Saiya-jin | 9 maggio 2010       |         |
| 56  | Il ragazzo misterioso sconfigge facilmente gli uomini di Freezer, per poi sorprendere i presenti trasformandosi in un Super Saiyan. Il tiranno tenta senza successo di sconfiggere il ragazzo, che lo fa a pezzi con la sua spada prima di incenerirlo. Il re Cold affronta a sua volta il ragazzo, ma subisce la stessa sorte di suo figlio. Una volta concluso il combattimento il ragazzo avverte i guerrieri sul posto dove Goku arriverà a breve e li invita ad aspettarlo assieme a lui. |                     |         |
| 57  | Bentornato, Son Goku! La confessione del ragazzo misterioso, Trunks 「おかえり孫悟空！謎の少年トランクスの告白」 - Okaeri Son Gokū! Nazo no shōnen Torankusu no kokuhaku | 16 maggio 2010      |         |
| 57  | Goku atterra tre ore dopo e il ragazzo misterioso chiede di potergli parlare in privato. Dopo avere testato la forza di Goku il ragazzo rivela di chiamarsi Trunks, di provenire dal futuro e di essere il figlio di Vegeta e Bulma. Trunks inoltre informa Goku che fra tre anni compariranno due androidi che semineranno terrore sulla Terra e che stermineranno tutti i guerrieri, fatta eccezione per lui, che morirà di malattia. Dopo avere ricevuto la medicina in grado di salvarlo Goku promette a Trunks che si allenerà, assieme agli altri guerrieri, per respingere gli androidi. Il figlio di Vegeta fa dunque ritorno al futuro con la sua macchina del tempo. |                     |         |
| 58  | La nuova tecnica di Goku, il teletrasporto! La scommessa dell'allenamento speciale di tre anni da adesso 「悟空の新ワザ、瞬間移動！３年後に賭けた特訓」 - Gokū no shin-waza, shunkan-idō! San-nen go ni kaketa tokkun | 23 maggio 2010      |         |
| 58  | Goku racconta ai suoi compagni come è riuscito a sopravvivere all'esplosione di Namek. Il Saiyan dice inoltre di essersi poi recato sul pianeta Yardrat dove è stato curato dagli abitanti che gli hanno insegnato una nuova tecnica, il teletrasporto, della quale offre una dimostrazione. I guerrieri, messi al corrente delle informazioni ricevute da Trunks, si separano per allenarsi in vista dell'arrivo degli androidi. Trascorsi tre anni tutti si recano sul luogo dove Trunks ha previsto che appariranno gli androidi. |                     |         |
| 59  | La coppia che non lascia traccia! Appaiono gli androidi 「気配を持たぬ２人組！人造人間、あらわる」 - Kehai o motanu futari-gumi! Jinzō ningen, arawaru | 30 maggio 2010      |         |
| 59  | Mentre Goku, Gohan e Piccolo si stanno dirigendo verso la città dove appariranno gli androidi trovano gli altri ad attenderli. Arriva sul posto anche Yajirobei che, sapendo di non potere essere d'aiuto, se ne va subito dopo avere consegnato i senzu. La sua macchina volante, tuttavia, viene abbattuta; mentre Gohan corre in suo soccorso gli altri si dividono alla ricerca degli autori dell'attacco. Yamcha si imbatte nei due, che lo sconfiggono con un singolo colpo. Gli altri, giunti sul posto, soccorrono Yamcha e chiedono agli androidi di cambiare il sito della battaglia. |                     |         |
| 60  | Attacco su due fronti da un nemico interiore!? Son Goku contro l'androide n° 19 「内なる敵との挟み撃ち！？孫悟空ＶＳ人造人間１９号」 - Uchi-naru teki to no hasami-uchi!? Son Gokū tai jinzō ningen jūkyū-gō | 6 giugno 2010       |         |
| 60  | Arrivati sul luogo dello scontro n°20 spiega a Goku che, dopo la distruzione del Red Ribbon, gli scienziati dell'organizzazione hanno osservato i suoi combattimenti, a eccezione di quello su Namek, e hanno creato gli androidi allo scopo di sconfiggerlo. Goku si trasforma in Super Saiyan e inizia ad affrontare n°19, ma perde lentamente le forze. Crilin e Yamcha ipotizzano che l'energia di Goku sia stata assorbita dal suo avversario, ma Gohan si rende conto che suo padre è stato colpito dalla malattia cardiaca prevista da Trunks. Mentre n°19 prende il sopravvento nello scontro gli altri guerrieri decidono di intervenire, ma vengono bloccati da n°20. |                     |         |
| 61  | Nessuna speranza di vittoria contro n° 19! Super Vegeta arriva in ritardo 「１９号に勝機なし！遅れてきた超ベジータ」 - Jūkyū-gō ni shōki nashi! Okurete kita Sūpā Bejīta | 13 giugno 2010      |         |
| 61  | Vegeta finalmente arriva sul campo di battaglia riuscendo a salvare Goku, ormai in fin di vita. Yamcha riporta a casa il Saiyan in modo da potergli dare la medicina lasciata da Trunks e curare la sua malattia. Intanto Vegeta, riuscito a diventare Super Saiyan, affronta n°19. Mentre gli androidi rimangono stupiti dalla potenza di un Super Saiyan al massimo delle sue forze Vegeta distrugge n°19 con il suo Big Bang Attack. In quel momento n°20 decide di fuggire e viene inseguito da tutto il gruppo. |                     |         |
| 62  | L'assalto di Piccolo! Lo scomparso n° 20 ed il futuro inatteso 「ピッコロ強襲！消えた２０号とねじれる未来」 - Pikkoro kyōshū! Kieta nijū-gō to nejireru mirai | 20 giugno 2010      |         |
| 62  | L'intero gruppo dei guerrieri continua la ricerca di n°20, che sfrutta il terreno roccioso per nascondersi. Piccolo viene aggredito dall'androide, che gli sottrae energia, ma viene poi interrotto da Gohan. Il Namecciano, ripresosi grazie a un senzu, inizia a battersi con n°20 e dimostra la sua superiorità. Nel frattempo Trunks ritorna dal futuro e, vedendo i resti del corpo di n°19, rimane sorpreso non riconoscendolo e si appresta a raggiungere gli altri. Intanto, per riuscire a scappare, n°20 distrugge la navicella su cui stanno viaggiando Bulma, il piccolo Trunks e Yajirobei e fugge verso il suo laboratorio per risvegliare n°17 e n°18. |                     |         |
| 63  | Inseguimento! Il Dottor Gelo... La ricerca del laboratorio misterioso! 「追撃！ドクター・ゲロ…謎の研究所を探せ！」 - Tsuigeki! Dokutā Gero... Nazo no kenkyūjo o sagase! | 27 giugno 2010      |         |
| 63  | Vegeta e gli altri, perse le tracce di n°20, vengono a sapere che egli è in realtà il Dr. Gelo e che gli androidi combattuti finora non sono quelli che conosce Trunks. Vegeta si dirige allora verso il laboratorio del Dr. Gelo, convinto, ora che è un Super Saiyan, di potere sconfiggere n°17 e n°18 e gli altri lo seguono. Sulla strada per il laboratorio Trunks informa Vegeta delle atrocità commesse dagli androidi nel suo tempo, il che motiva il principe dei Saiyan ancora di più. Intanto Crilin giunge al laboratorio e individua il Dr. Gelo. |                     |         |
| 64  | N° 17, n° 18 e...! Gli androidi si risvegliano 「１７号と１８号、そして…！目覚める人造人間たち」 - Jūnana-gō to jūhachi-gō, soshite...! Mezameru jinzō ningen-tachi | 11 luglio 2010      |         |
| 64  | Il Dr. Gelo raggiunge il laboratorio inseguito da Crilin, Tenshinhan, Piccolo, Trunks e Vegeta e risveglia n°17 e n°18. I due, notato il telecomando atto alla loro disattivazione nelle mani del dottore, inizialmente ubbidiscono agli ordini, solo per uccidere il loro creatore alla prima distrazione. Prima che gli androidi riescano a risvegliare anche n°16 Trunks tenta di distruggerli tutti, riuscendo però solo a fare crollare il laboratorio. Dopo che n°16 si è risvegliato il trio decide di perseguire la missione principale e andare a uccidere Goku. Vegeta, tuttavia, sfida i tre a duello e, dopo il rifiuto di n°16, n°18 si appresta ad affrontare il Saiyan. |                     |         |
| 65  | Un viso carino ed una superpotenza!? N° 18 contro Vegeta 「かわいい顔で超パワー！？１８号ＶＳべジータ」 - Kawaī kao de chō-pawā!? Jūhachi-gō tai Bejīta | 18 luglio 2010      |         |
| 65  | La battaglia tra Vegeta e n°18 entra nel vivo, mentre gli altri rimangono a guardare. Nonostante i due siano alla pari con il passare del tempo il Saiyan si stanca, al contrario della cyborg, che prende quindi il controllo dello scontro. Quando n°18 rompe un braccio al suo avversario Trunks interviene nello scontro, seguito dagli altri. L'intero gruppo viene abbattuto dai cyborg a eccezione del solo Crilin. |                     |         |
| 66  | Il momento di diventare di nuovo uno è giunto... La decisione di Piccolo per ottenere la potenza definitiva! 「１つに戻る時がきた…ピッコロ最強への決意！」 - Hitotsu ni modoru toki ga kita... Pikkoro saikyō he no ketsui! | 1º agosto 2010      |         |
| 66  | Dopo che gli androidi se ne sono andati Crilin rimette tutti in sesto con i senzu. Prima Vegeta e poi Piccolo si allontanano dal gruppo in preda alla rabbia. Quest'ultimo si dirige verso la residenza di Dio, dove propone all'altro Namecciano di riunirsi per formare un super guerriero, cosa che egli accetta di fare a patto che possa prima osservare per un periodo di tempo il comportamento degli androidi. Mentre i cyborg si appropriano di un furgone Crilin e Trunks, separatisi da Tenshinhan, raggiungono la casa di Goku e si apprestano a spostarlo prima che arrivino i nemici. Nel frattempo Bulma riceve una telefonata. |                     |         |
| 67  | Un'altra macchina del tempo!? Bulma rivela un mistero 「もう１つのタイムマシン！？ブルマが知らせたミステリー」 - Mū hitotsu no taimu-mashin!? Buruma ga shiraseta misuterī | 8 agosto 2010       |         |
| 67  | Mentre Trunks, Gohan, Yamcha, Crilin e Chichi trasportano Goku verso la Kame House e discutono delle discrepanze tra il futuro di Trunks e gli avvenimenti che si stanno svolgendo. Bulma contatta Trunks per fargli sapere di essere stata informata del ritrovamento di un'altra macchina del tempo simile alla sua. Trunks, Gohan e Bulma si recano sul posto per indagare e scoprono che la macchina in questione proviene da tre anni dopo l'epoca di Trunks ed è giunta in questo tempo quattro anni prima. Il trio scopre inoltre che essa conteneva qualcosa che è fuoriuscito da un uovo. Nel frattempo Dio ha il presentimento che qualcosa di peggiore degli androidi stia per manifestarsi. |                     |         |
| 68  | E così il mostro fa la sua mossa... Fuggi! È il Super Namecciano! 「そして怪物が動き出す…出撃！超ナメック星人だ！」 - Soshite kaibutsu ga ugokidasu... Shutsugeki! Sūpā Namekku-seijin da! | 15 agosto 2010      |         |
| 68  | Gohan trova una crisalide vuota lasciata dalla creatura che ha viaggiato nel tempo. Mentre i tre fanno ritorno a casa Bulma apprende che molte persone sul pianeta stanno scomparendo e informa gli altri alla Kame House. Al santuario Dio avvista il mostro e decide di riunirsi a Piccolo, ritenendo necessaria la forza di un Super Namecciano. Dopo avere effettuato la fusione il Namecciano si dirige a Ginger Town, dove ha avvistato il mostro e dove hanno avuto luogo le numerose sparizioni, e incontra la creatura. |                     |         |
| 69  | Io sono tuo fratello! Il mostro che possiede l'aura di Goku 「オレはお前の兄弟だ！悟空の気を持つモンスター」 - Ore wa omae no kyūdai da! Gokū no ki o motsu monsutā | 22 agosto 2010      |         |
| 69  | Dopo avere assorbito la forza vitale di un uomo il mostro riconosce Piccolo e afferma di essere suo fratello. La creatura emana le aure di molti guerrieri diversi, incluso Goku. L'avversario del Namecciano utilizza contro di lui le sue stesse tecniche, anche se con scarso effetto, e afferma di non essere in grado di sconfiggerlo solo perché non ha ancora ottenuto il corpo perfetto. Dopo avere ammesso di essere egli stesso il viaggiatore che era nell'uovo, il mostro sorprende Piccolo con la Kamehameha e assorbe l'energia dal suo braccio sinistro. Quando il Namecciano chiede al suo avversario di rivelargli la sua identità quest'ultimo afferma di chiamarsi Cell e di essere un androide. |                     |         |
| 70  | La tecnica diversiva, il Taiyō-ken! Inseguire Cell l'androide 「渦巻く策略、太陽拳！人造人間セルを追え」 - Uzumaku sakuryaku, Taiyō-ken! Jinzō ningen Seru o oe | 29 agosto 2010      |         |
| 70  | Cell afferma di essere stato creato con le cellule dei più grandi guerrieri, raccolte dagli insetti-spia del computer del Dr. Gelo, situato al di sotto del suo laboratorio. L'androide spiega inoltre che, per ottenere il corpo perfetto, deve assorbire n°17 e n°18 e che, non essendo riuscito a trovarli nella sua epoca, ha utilizzato la macchina del tempo per tornare indietro a cercarli. Ottenute le informazioni Piccolo rigenera il braccio e si appresta ad affrontare Cell, quando sopraggiungono Crilin e Trunks. La creatura utilizza il Taiyō-ken per accecare i suoi avversari e fugge. Anche Vegeta e Tenshinhan raggiungono il gruppo e Piccolo informa tutti di quanto ha appreso. Intanto Cell continua a potenziarsi, assorbendo altri umani. |                     |         |
| 71  | Attaccare l'elusivo Cell! Finalmente il risveglio, Son Goku! 「神出鬼没のセルを討て！ついに復活、孫悟空！」 - Shinshutsu-kibotsu no Seru o ute! Tsui ni fukkatsu, Son Gokū! | 5 settembre 2010    |         |
| 71  | Mentre Vegeta si allontana, dichiarando di essere intenzionato a superare il livello del Super Saiyan, Crilin e Trunks decidono di distruggere il sotterraneo del laboratorio del Dr. Gelo. Prima di finire il lavoro i due recuperano i progetti degli androidi nella speranza di scoprire un loro punto debole. Dopo avere consegnato i progetti a Bulma Crilin incontra Cell, ma prima che quest'ultimo riesca a finirlo, arrivano Piccolo e Tenshinhan in suo soccorso e il mostro fugge. Mentre i guerrieri decidono di usare un aereo per dare la caccia a Cell Goku si risveglia, affermando di volere superare il livello del Super Saiyan. |                     |         |
| 72  | Superare il Super Saiyan! Adesso, nella stanza dello spirito e del tempo 「超サイヤ人を超えろ！いざ、精神と時の部屋へ」 - Sūpā Saiya-jin o koero! Iza, seishin to toki no heya e | 12 settembre 2010   |         |
| 72  | Usando il teletrasporto Goku conduce Vegeta, Gohan e Trunks alla stanza dello spirito e del tempo. Nella stanza possono entrare un massimo di due persone alla volta e i primi sono Vegeta e Trunks. Goku spiega che un anno nella stanza corrisponde a un giorno nel mondo esterno. Una volta entrati Vegeta e Trunks scoprono solo un immenso spazio vuoto, ideale per l'allenamento. Trascorso un giorno gli androidi arrivano alla Kame House dove Piccolo si rifiuta di dire loro l'ubicazione di Goku e inizia a battersi con n°17. |                     |         |
| 73  | Questo è il potere di un Super Namecciano! N° 17 contro Piccolo 「これが超ナメック星人の力！１７号ＶＳピッコロ」 - Kore ga Sūpā Namekku-seijin no chikara! Jūnana-gō tai Pikkoro | 19 settembre 2010   |         |
| 73  | Mentre Bulma esamina i progetti degli androidi lo scontro tra Piccolo e n°17 prosegue e i due sembrano essere alla pari. Cell si accorge del combattimento e Bulma informa Crilin e gli altri che è riuscita a ricostruire il telecomando atto alla disattivazione degli androidi. Nel frattempo, al palazzo di Dio, Goku e Gohan sono ancora in attesa dell'uscita di Vegeta e Trunks dalla stanza dello spirito e del tempo. Quando n°17 afferma di essere in vantaggio poiché, al contrario del Namecciano, con il passare del tempo non si stanca, Cell arriva sul posto. |                     |         |
| 74  | Corri, n° 17! Piccolo, la resistenza suicida 「逃げろ１７号！ピッコロ、懸命の抗戦」 - Nigero jūnana-gō! Pikkoro, kenmei no kōsen | 26 settembre 2010   |         |
| 74  | Cell espande la sua aura e Piccolo si rende conto di non essere più in grado di fermarlo. Nel frattempo Crilin decide di andare incontro a Bulma mentre Tenshinhan si dirige sul luogo dello scontro. Sia n°16 che Piccolo intimano a n°17 di fuggire, poiché la forza di Cell è troppo superiore, ma l'androide si rifiuta, ritenendosi in grado di sconfiggerlo. Piccolo interviene nello scontro tra Cell e n°17, ma anche i suoi più potenti attacchi non riescono a danneggiare minimamente Cell. Quest'ultimo ferisce gravemente il Namecciano; Goku è costretto a fermare Gohan che voleva recarsi in suo aiuto. Convinto di non avere più nessun ostacolo Cell si appresta ad assorbire gli androidi. |                     |         |
| 75  | Potenza smisurata! Il guerriero silenzioso n° 16, in azione 「実力未知数！寡黙な戦士１６号、動く」 - Jitsu-ryoku mi-chisū! Kamoku na senshi jūroku-gō, ugoku | 3 ottobre 2010      |         |
| 75  | N°16 decide di intervenire nello scontro tra n°17 e Cell, stimando che il suo livello di potenza è pressoché lo stesso di quest'ultimo. Dopo avere tentato di impossibilitarlo all'assorbimento strappandogli la coda, prontamente rigenerata da Cell, n°16 utilizza su di lui l'Hell's Flash. Cell, riuscito a sfuggire anche a questa mossa, appare alle spalle di n°17 e lo assorbe, trasformandosi e potenziandosi. Dopo avere colpito violentemente n°16 Cell rivolge la sua attenzione a n°18, che tenta di assorbire imitando la voce di n°17. La androide minaccia di autodistruggersi, ma Cell afferma di essere sufficientemente veloce da fermarla prima che ci riesca. In quel momento Tenshinhan interviene e colpisce Cell con lo Shin-Kikōhō. |                     |         |
| 76  | Tenshinhan, lo Shin-Kikōhō del tutto per tutto! Salva il tuo compagno d'armi, Son Goku 「天津飯、決死の新気功砲！戦友を救え、孫悟空」 - Tenshinhan, kesshi no Shin-Kikōhō! Senyū o sukue, Son Gokū | 10 ottobre 2010     |         |
| 76  | Tenshinhan ferma Cell usando più volte lo Shin-Kikōhō consentendo a n°18 e n°16 di fuggire. Quando il ragazzo esaurisce le energie appare Goku, che salva lui e Piccolo. Crilin raggiunge Bulma e si fa consegnare il telecomando per la disattivazione degli androidi. Nel frattempo, al palazzo di Dio, Vegeta e Trunks escono dalla stanza dello spirito e del tempo e quest'ultimo spiega a Goku che suo padre ha superato il limite del Super Saiyan dopo soli due mesi, ma che ha voluto comunque continuare ad allenarsi. Vegeta e Trunks, dopo avere indossato le battle suit forniti loro da Bulma, si dirigono verso Cell, mentre Goku e Gohan si apprestano a iniziare il loro allenamento. Intanto Cell, alla ricerca di n°18, distrugge alcune isole. |                     |         |
| 77  | Il Super Saiyan superato! Intrepido Vegeta, attacca Cell 「超サイヤ人を超えた！不敵なべジータ、セルを討つ」 - Sūpā Saiya-jin o koeta! Futeki-na Bejīta, Seru o utsu | 17 ottobre 2010     |         |
| 77  | Mentre Goku e Gohan entrano nella stanza dello spirito e del tempo Cell continua a distruggere le isole finché non ne rimane solo una, quella su cui si nascondono n°16 e n°18. Prima che Cell riesca a distruggere anche quest'ultima arriva Vegeta, seguito da Trunks. Il principe dei Saiyan decide di mostrare subito i risultati del suo allenamento, utilizzando una potenza superiore a quella di un Super Saiyan e rivelandosi notevolmente più forte del suo avversario. |                     |         |
| 78  | Il risentimento di Cell aumenta! Crilin, distruggi n° 18! 「セル怒涛の悔しがり！クリリン、１８号を破壊せよ！」 - Seru dotō no kuyashi gari! Kuririn, jūhachi-gō wo hakai seyo! | 24 ottobre 2010     |         |
| 78  | Mentre Goku e Gohan proseguono il loro allenamento, Vegeta ha la meglio Cell con grande facilità. Quest'ultimo afferma che, assorbendo n°18 e ottenendo il corpo perfetto, sarebbe in grado di sconfiggere il Saiyan. Vegeta, intenzionato a testare la sua nuova forza contro la forma perfetta dell'androide, lascia che Cell trovi e assorba n°18. Nel frattempo Crilin individua n°18, ma decide di non disattivarla con il telecomando fornitogli da Bulma poiché si è infatuato della ragazza. |                     |         |
| 79  | E così la situazione prende una svolta per il peggio... Cell, attacca n° 18! 「そして最悪の事態へ…セル、１８号に襲いかかる！」 - Soshite sai'aku no jitai he... Seru, jūhachi-gō ni osoikakaru! | 31 ottobre 2010     |         |
| 79  | Trunks blocca la strada a Cell, ma Vegeta interviene per fermare suo figlio. Cell individua n°18 mentre Trunks si libera di Vegeta, scagliandolo via con un colpo di energia. Crilin e n°16 tentano di impedire che n°18 venga assorbita, ma vengono facilmente respinti. Trunks, ricorrendo alla potenza superiore a quella di un Super Saiyan, affronta Cell per dare tempo agli androidi di fuggire. Tuttavia, ricorrendo al Taiyō-ken, Cell riesce ad accecare tutti e ad assorbire n°18, ottenendo così il corpo perfetto. |                     |         |
| 80  | La situazione è capovolta! Cell corpo perfetto, finalmente in azione 「形勢逆転！完全体セル、ついに始動」 - Keisei gyakuten! Kanzentai Seru, tsui ni shidō | 7 novembre 2010     |         |
| 80  | Durante l'allenamento nella stanza dello spirito e del tempo Gohan riesce finalmente a raggiungere lo stadio di Super Saiyan. Nel frattempo Crilin attacca Cell, che lo atterra con un solo calcio e inizia a battersi con Vegeta. Dopo essersi ripreso grazie a un senzu Crilin afferma che la forza di Cell è molto maggiore di quella che sta dimostrando al momento, così come lo è quella di Trunks. Determinato a non mostrare la sua potenza superiore a quella del padre Trunks decide di attendere che quest'ultimo venga tramortito prima di intervenire. Dimostrata la sua superiorità Cell ringrazia Vegeta per avergli permesso di ottenere il corpo perfetto. |                     |         |
| 81  | Il colpo di Vegeta a piena potenza! Ma il terrore di Cell cresce 「ベジータ全力の一撃！しかし高まるセルの恐怖」 - Bejīta zenryoku no ichigeki! Shikashi takamaru Seru no kyoufu | 14 novembre 2010    |         |
| 81  | Vegeta tenta di avere la meglio sul suo avversario con un colpo rilasciato alla massima potenza, il Final Flash. Esso va a segno e Cell sembra riportare ferite gravi, ma, dopo avere ricordato al Saiyan di essere in possesso delle cellule di Piccolo, quest'ultimo rigenera le parti danneggiate. Quando Vegeta perde conoscenza Trunks manifesta il suo potere latente e inizia a battersi con Cell. Dopo avere permesso a Crilin di portare via il padre Trunks si appresta a rilasciare tutta la sua potenza. |                     |         |
| 82  | Il risveglio della superpotenza! Trunks ha superato Vegeta 「超パワー覚醒！父を超えたトランクス」 - Chō-pawā kakusei! Bejīta o koeta Torankusu | 21 novembre 2010    |         |
| 82  | Trunks, rilasciata tutta la sua potenza, inizia a battersi con Cell. Quest'ultimo ammette che la forza del suo avversario è superiore alla sua, ma afferma che egli non riuscirà comunque a sconfiggerlo. Nella stanza dello spirito e del tempo Goku mostra a Gohan la stessa trasformazione effettuata da Trunks. Il Saiyan spiega a suo figlio che l'aumento della massa muscolare accresce la potenza ma fa diminuire la velocità e, quindi, non consente di colpire l'avversario. Intanto, dopo essersi reso conto di non potere vincere, Trunks si arrende. Cell domanda al ragazzo se lui e i suoi compagni siano in grado di ottenere un ulteriore aumento di potenza. A seguito della risposta affermativa Cell decide di risparmiare Trunks e di organizzare un torneo di arti marziali. |                     |         |
| 83  | La televisione è stata invasa! L'annuncio dal vivo del Cell Game 「テレビが乗っ取られた！セルゲーム会見生放」 - Terebi ga nottorareta! Seru gēmu kaiken-namahōsō | 28 novembre 2010    |         |
| 83  | Piccolo, Vegeta e Trunks decidono di allenarsi nella stanza dello spirito e del tempo per competere nel torneo organizzato da Cell. Tutto il gruppo si riunisce a casa di Bulma, dove Crilin chiede al Dr. Brief di aiutare n°16, che vuole essere riparato per potere combattere con Cell. Mentre i guerrieri sono in attesa dell'annuncio da parte di Cell il maestro Muten ricorda le passate edizioni del torneo Tenkaichi. Dopo avere costruito il ring Cell irrompe in uno studio televisivo dove annuncia orario, luogo e modalità del torneo che si chiamerà Cell Game. |                     |         |
| 84  | Allenamento completato! Goku, hai la compostezza di sconfiggere Cell!? 「修行完了！悟空、打倒セルに余裕あり！？」 - Shūgyō kanryō! Gokū, datō Seru ni yoyū ari!? | 5 dicembre 2010     |         |
| 84  | Mentre si scatena il panico a seguito dell'annuncio di Cell Goku e Gohan escono dalla stanza dello spirito e del tempo. Nonostante abbiano l'aspetto tipico dei Super Saiyan i due non mostrano segni dell'agitazione che ne consegue. Goku si teletrasporta sul luogo dove si svolgerà il Cell Game e incontra Cell. Sebbene per sua stessa ammissione non sia in grado di sconfiggere Cell con la sua forza attuale Goku afferma che lui e Gohan non si alleneranno più nella stanza dello spirito e del tempo in quanto quest'ultima logora solamente il fisico e lo spirito. Dopo una breve sosta da Karin, allo scopo di confrontare la sua aura con quella di Cell, Goku teletrasporta sé stesso e Gohan alla Kame House, dove i due si riuniscono a Chichi e al resto del gruppo. |                     |         |
| 85  | Riposo interrotto! Esercito di difesa, assalto a tutto campo contro Cell 「破られた休息！防衛軍、セルに総攻撃」 - Yaburareta kyūsoku! Bōeigun, Seru ni sōkōgeki | 12 dicembre 2010    |         |
| 85  | Piccolo completa il suo allenamento nella stanza dello spirito e del tempo e Vegeta prende il suo posto, mentre Goku e Gohan passano gli ultimi giorni prima del Cell Game rilassandosi a casa. Intanto l'esercito tenta un attacco ai danni di Cell, ma viene facilmente respinto e completamente annientato. Goku, venuto a sapere dell'accaduto, chiede a Piccolo di separarsi nuovamente e ricreare le sfere del drago in modo da riportare in vita le persone uccise. Dato che Piccolo non può separarsi nuovamente Goku suggerisce di proporre a un altro Namecciano di trasferirsi sulla Terra e creare delle nuove sfere del drago; perciò si reca dal re Kaio per mettersi in contatto con il pianeta di residenza dei Namecciani. |                     |         |
| 86  | Un nuovo Dio! Le sfere del drago sono finalmente rinate 「新しい神様！ドラゴンボール遂に復活」 - Atarashī Kami-sama! Doragon bōru tsui ni fukkatsu | 19 dicembre 2010    |         |
| 86  | Dopo avere localizzato il pianeta di residenza dei Namecciani grazie all'aiuto del re Kaio Goku lo raggiunge e spiega la situazione. Il nuovo Capo Anziano offre Dende come nuovo Dio e Goku si teletrasporta sulla Terra assieme a lui. Il giovane Namecciano ricrea le sfere del drago rivelando che esse sono, ora, in grado di esaudire due desideri alla volta. Mentre gli altri continuano ad allenarsi Goku riunisce le sfere e Satan, il campione di arti marziali, annuncia la sua candidatura al Cell Game. Il giorno dell'inizio del Cell Game le sfere del drago vengono usate per riportare in vita coloro che sono stati uccisi da Cell, ma non quelli che erano già morti una volta. Nonostante la preoccupazione generale Goku si dimostra ottimista e, così, il gruppo si dirige verso il luogo dove si terrà il Cell Game. |                     |         |
| 87  | La legione di Mr. Satan impazza! Si alza il sipario sul Cell Game 「サタン軍団大暴れ！セルゲームの幕開」 - Satan-gundan ō-abare! Seru gēmu no maku'aki | 26 dicembre 2010    |         |
| 87  | Il campione mondiale di arti marziali Mr. Satan raggiunge l'arena del Cell Game insieme a un giornalista della ZTV, il quale, convinto che egli sia in grado di sconfiggere Cell, lo inizia a intervistare fieramente. Nel frattempo sopraggiunge n°16, seguito dagli altri guerrieri. Quando il torneo si accinge a iniziare arrivano anche due discepoli di Mr. Satan, Piroski e Caroni, che si offrono di eliminare Cell al posto del loro maestro. Sotto gli occhi attoniti della troupe televisiva e dei telespettatori Piroski, Caroni e, successivamente, l'arrogante Mr. Satan vengono scaraventati fuori dal ring e sconfitti. Goku, quindi, inaugura il vero Cell Game proponendosi come primo sfidante. |                     |         |
| 88  | Battaglia decisiva! Cell contro Son Goku 「決戦！セル対孫悟空」 - Kessen! Seru tai Son Gokū | 9 gennaio 2011      |         |
| 88  | Ha finalmente inizio il vero Cell Game che vede Goku, intenzionato a dimostrare i frutti del suo duro allenamento nella stanza dello spirito e del tempo, come primo partecipante. Nel corso dell'incontro sia Cell che Goku dimostrano di essere due formidabili guerrieri di equa potenza, pronti a sfoderare fin dall'inizio le loro tecniche migliori per aggiudicarsi la vittoria. Davanti agli occhi increduli di Mr. Satan e degli altri partecipanti del torneo il combattimento si svolge senza esclusione di colpi e senza un vinto o un vincitore, fino a quando Cell non mostra di essere più veloce di Goku nonostante quest'ultimo possegga l'abilità di teletrasportarsi, un dettaglio che potrebbe cambiare le sorti del combattimento a favore dell'androide. |                     |         |
| 89  | Una battaglia di altissimo livello! Sconfiggi Cell, Son Goku 「最高レベルの戦い！セルを倒せ、孫悟空」 - Saikō reberu no tatakai! Seru o taose, Son Gokū | 16 gennaio 2011     |         |
| 89  | Durante il combattimento fra Goku e Cell quest'ultimo decide di distruggere il ring, abolendo così tutte le regole legate a esso. In seguito Goku riesce a ottenere una vittoria apparente disintegrando la metà superiore del corpo di Cell grazie alla combinazione della tecnica della Kamehameha con quella del teletrasporto. Tuttavia l'esultanza degli astanti viene bruscamente interrotta dalla rapida rigenerazione dell'androide, che ritorna di nuovo a combattere. Nel frattempo Goku, che aveva impiegato buona parte della sua energia nel precedente attacco, si ritrova affaticato e inizia ad avere la peggio contro il suo avversario. Conscio di ciò il Saiyan decide di impiegare le proprie energie rimanenti per lanciare un ultimo attacco nel tentativo di eliminare Cell. |                     |         |
| 90  | Conclusione dello scontro mortale! Il momento della decisione di Goku 「死闘に決着！悟空決断の時」 - Shitō ni kecchaku! Gokū ketsudan no toki | 23 gennaio 2011     |         |
| 90  | Goku, grazie a una potente raffica energetica, riesce a mettere in seria difficoltà Cell, che si trova costretto a erigere una barriera per proteggersi dall'attacco del Saiyan. Davanti a questo ulteriore fallimento Goku si arrende, spiegando di non essere all'altezza dell'androide a differenza di suo figlio, al quale affida il compito di sconfiggerlo. Nonostante l'affermazione di Goku susciti stupore in tutti i presenti Gohan decide ugualmente di scendere in campo, avendo fiducia nelle parole del padre e nelle proprie capacità. Liberatosi del suo pesante mantello Gohan dimostra quanto siano fondate le affermazioni di Goku sprigionando un'enorme quantità di Ki e lasciando senza parole tutti gli astanti. Ha così inizio un nuovo combattimento, che vede la speranza dell'intero pianeta nelle mani del giovane Saiyan. |                     |         |
| 91  | Arrabbiati Gohan! Rilascia il tuo potere dormiente 「怒れ悟飯！秘めた力を解き放て」 - Okore Gohan! Himeta chikara o tokihanate | 30 gennaio 2011     |         |
| 91  | Il combattimento fra Gohan e Cell ha inizio vedendo quest'ultimo in vantaggio. Nonostante il giovane Saiyan continui a subire i colpi dell'avversario suo padre assiste sereno allo scontro, spiegando ai presenti di avere fiducia nell'enorme potenziale di suo figlio, il quale, una volta lasciatosi andare, potrà sprigionare tutta la sua forza ed eliminare l'androide. Nel frattempo Gohan incita Cell alla resa, mettendolo al corrente dell'enorme potenziale che viene sprigionato ogni qual volta si arrabbia. Tale discorso incuriosisce Cell, il quale, nel tentativo di sprigionare il potere latente del ragazzo, inizia ad attaccarlo. Approfittando di un momento di distrazione generale n°16 immobilizza Cell in una potente morsa affermando che si farà esplodere in modo tale da eliminarlo una volta per tutte. |                     |         |
| 92  | Le lacrime che scomparvero nel cielo! Gohan, il super risveglio della rabbia 「空に消えた涙！悟飯、怒りの超覚醒」 - Sora ni kieta namida! Gohan, ikari no chō-kakusei | 6 febbraio 2011     |         |
| 92  | N°16, deciso a porre fine alla minaccia di Cell tenta di farsi esplodere, ignaro però che il suo dispositivo di autodistruzione è stato rimosso da Bulma per motivi di sicurezza. Non essendo più in grado di nuocere all'avversario n°16 viene distrutto da Cell. Quest'ultimo, deciso a scoprire il vero potenziale di Gohan, genera sette piccole copie di sé a cui affida il compito di torturare i compagni del ragazzo. Intanto la testa di n°16, che dopo la distruzione era finita nei pressi di Mr. Satan, chiede a quest'ultimo di essere portata vicino a Gohan. Dopo essere stato accontentato n°16 supplica il Saiyan di combattere per proteggere il pianeta e chi vi ci abita. Cell, irritato dall'intromissione di n°16, lo elimina definitivamente. Davanti a tale crudeltà Gohan rilascia il suo potere latente ascendendo, così, a Super Saiyan di secondo livello. |                     |         |
| 93  | Spirito combattivo libero dall'esitazione! Gohan, polverizza i Cell Junior 「迷いなき闘志！悟飯、セルジュニア粉砕」 - Mayoi-naki tōshi! Gohan, Seru Junia funsai | 13 febbraio 2011    |         |
| 93  | Una volta sprigionato il suo reale potere Gohan accorre in aiuto di suo padre e dei suoi compagni eliminando, in pochi secondi, tutte le sette copie create da Cell. Dopo la distruzione dell'ultimo Cell Junior l'androide decide di occuparsi personalmente del giovane Saiyan, che inizia a essere una seria minaccia. Cell, sicuro delle sue abilità, si getta sul ragazzo accorgendosi, fin dall'inizio, di quanto sia vertiginosamente aumentata la sua velocità. Nonostante ciò entrambi sanno benissimo che la vera battaglia deve ancora avere inizio. |                     |         |
| 94  | Il corpo perfetto si rompe! Esplosione, il super pugno di ferro della rabbia 「完全体崩壊！炸裂、怒りの超鉄拳」 - Kanzentai hōkai! Sakuretsu, ikari no chō-tekken | 20 febbraio 2011    |         |
| 94  | Ha inizio la nuova battaglia fra Gohan, divenuto Super Saiyan di secondo livello, e Cell. Quest'ultimo, dopo essere stato atterrato con due semplici pugni e avere appreso le reali capacità del suo avversario, decide di utilizzare tutti i suoi attacchi migliori mettendo a rischio anche l'incolumità dell'intero pianeta, i quali, tuttavia, si rivelano inefficaci. Dopo avere incassato un potente calcio all'addome Cell rigurgita l'androide n°18, regredendo al suo secondo stadio. A questo punto, sapendo di non avere più alcuna possibilità di vittoria e in preda alla rabbia, Cell inizia a ingrandire il proprio corpo a dismisura. |                     |         |
| 95  | Addio a tutti! Questo è l'unico modo per salvare la Terra 「バイバイみんな！これが地球を救う唯一の道」 - Bai-bai min'na! Kore ga Chikyū o sukū yui'itsu no michi | 6 marzo 2011        |         |
| 95  | Dopo avere accresciuto incredibilmente il suo corpo Cell annuncia che si farà esplodere distruggendo l'intero pianeta. Con il poco tempo a disposizione Goku decide di sacrificarsi per il bene della Terra teletrasportandosi sul pianeta del re Kaio assieme all'androide. Tuttavia, dopo essersi fatto esplodere, Cell si rigenera grazie al suo nucleo, che è scampato all'esplosione, e riappare sul campo di battaglia eliminando Trunks. Vegeta, irato si lancia all'attacco riuscendo solamente a fare ferire gravemente Gohan, che era intervenuto per proteggerlo. L'androide, divenuto più potente grazie al processo di Zenkai Power, dichiara di volere lanciare una Kamehameha alla massima potenza in modo tale da distruggere l'intero pianeta. |                     |         |
| 96  | Combinare il nostro potere! L'ultima, più potente Kamehameha 「力合わせろ！最強最後のかめはめ波」 - Chikara awasero! Saikyō saigo no Kamehameha | 20 marzo 2011       |         |
| 96  | Mentre Cell si accinge a lanciare la sua Kamehameha Goku, aiutato dal re Kaio, incita al combattimento Gohan che, dopo essere rimasto gravemente ferito al braccio per salvare Vegeta, si era ormai rassegnato alla sconfitta. Il giovane Saiyan, grazie all'intervento del padre, riacquista sicurezza in sé e decide a sua volta di lanciare una Kamehameha alla massima potenza. Mentre le due scariche energetiche si scontrano Piccolo, Tenshinhan, Yamcha e Crilin decidono di aiutare Gohan cercando di distrarre Cell con una serie di attacchi energetici che si dimostrano, tuttavia, inefficaci. Mentre Goku sprona Gohan a rilasciare tutto il suo potere Vegeta lancia un potente colpo energetico, il quale distrae per pochi secondi l'androide concedendo a Gohan l'opportunità di finirlo. |                     |         |
| 97  | Addio con un sorriso! Verso un nuovo giorno... 「笑顔の別れ！新しい日々へ…」 - Egao no wakare! Atarashī hibi e... | 27 marzo 2011       |         |
| 97  | Dopo la vittoria, che viene attribuita a Mr. Satan, Piccolo, Crilin e gli altri si apprestano a usare le sfere del drago per riportare in vita tutte le vittime di Cell, escluso Goku. Il Saiyan decide di rimanere nell'aldilà, convinto che sia la soluzione migliore per l'incolumità del pianeta, e dice addio ai suoi compagni. Crilin chiede, dunque, di utilizzare l'ultimo desiderio per fare rimuovere il dispositivo autodistruggente dai corpi di n°17 e n°18. I guerrieri si separano e Gohan informa sua madre della decisione di Goku. Il giorno seguente Trunks, divenuto incredibilmente più forte grazie agli allenamenti e alle battaglie, saluta gli altri e fa ritorno alla sua linea temporale per sconfiggere gli androidi. |                     |         |
| 98  | Porta la pace nel futuro! Lo spirito di Goku è eterno 「未来に平和を！悟空の魂よ永遠に」 - Mirai ni heiwa o! Gokū no tamashī yo towa ni | 2 agosto 2011 (DVD) |         |
| 98  | Trunks ritorna al suo futuro e ritrova sua madre. Quando, alla radio, viene annunciato che gli androidi stanno attaccando di nuovo, Trunks si reca sul posto e, grazie al suo allenamento nella stanza dello spirito e del tempo, riesce facilmente a sconfiggere n°17 e n°18. Il figlio di Vegeta sconfigge anche Cell nella sua forma incompleta riportando, così, la pace nella sua epoca. Nel presente la vita torna alla normalità. Gohan riprende gli studi, Vegeta ricomincia ad allenarsi e Mr. Satan viene celebrato da tutti come l'eroe che ha sconfitto Cell. Intanto, nell'aldilà, Goku e il re Kaio cercano un luogo dove stabilirsi. |                     |         |
| 99  | Sette anni da allora! Il primo giorno da liceale di Gohan 「あれから7年! 今日から悟飯は高校生」 - Are kara 7-nen! Kyō kara Gohan wa kōkōsei | 6 aprile 2014       |         |
| 99  | Sono passati anni dalla battaglia con Cell e Gohan, ora studente liceale, comincia a recarsi alla Star High School della città. Un giorno si imbatte in una rapina in banca in città e si occupa dei rapinatori dopo essere diventato Super Saiyan. Per via della sua trasformazione diventa nota come il "Guerriero dai capelli d'oro" e le voci si diffondono. Frequentando la scuola Gohan diventa compagno di classe della figlia di Mr. Satan, Videl. Gohan cerca di non farsi notare al fine di nascondere la sua vera identità, ma spicca durante la partita di baseball e finisce al centro dell'attenzione. Gohan consulta Bulma su come nascondere la sua identità. Bulma crea un apparecchio a forma di orologio per nascondere l'identità di Gohan. |                     |         |
| 100 | Scoperto! Il nuovo eroe è Son Gohan 「バレちゃった! 新ヒーローは孫悟飯」 - Bare chatta! Nyū hīrō wa Son Gohan | 13 aprile 2014      |         |
| 100 | Alcuni rapinatori hanno dirottato un autobus e Videl interviene; Gohan si trasforma in Great Saiyaman e la raggiunge. Videl sconfigge i criminali ma l'autobus cade da un dirupo, tuttavia Gohan li salva in tempo. Il Saiyan dichiara di chiamarsi Great Saiyaman. Il giorno successivo un cucciolo del dinosauro che vive vicino alla casa di Gohan viene catturato da un circo per farne l'attrazione principale. Gohan diventa "Great Saiyaman" e salva il cucciolo, ma viene scambiato per un ladro e finisce per affrontare Videl. Tuttavia appaiono i genitori del cucciolo e la città è in subbuglio per l'arrivo di questi dinosauri. Gohan porta il cucciolo indietro con l'aiuto di Videl e la famiglia dei dinosauri torna sulla montagna. Videl però ha finalmente scoperto l'identità di Gohan e il Saiyan, costretto, si iscrive al Torneo Tenkaichi. Dopo averlo saputo anche Vegeta è intenzionato a partecipare. All'improvviso Goku comunica con loro dall'aldilà, annunciando che ritornerà per un solo giorno e partecipare così al Torneo Tenkaichi. |                     |         |
| 101 | Gohan è il maestro! Introduzione di Videl al volo 「悟飯が先生! ビーデルの舞空術入門」 - Satoshi meshi ga sensei! Bīderu no masora-jutsu nyūmon | 20 aprile 2014      |         |
| 101 | Gohan si assenta da scuola per un po' e inizia ad allenarsi con Goten. Gohan è sorpreso dalla forza di Goten, ma, soprattutto, dal fatto che è già in grado di trasformarsi in Super Saiyan, anche se ancora deve imparare a volare. Videl si presenta da Gohan, perché lui le aveva promesso che le avrebbe insegnato a volare e a controllare la sua energia. Nel giro di qualche giorno Goten ha imparato a volare perfettamente, mentre Videl riesce solo a stare sospesa. Nel frattempo Vegeta si accorge che Trunks, come Goten, è già capace di trasformarsi in Super Saiyan con una forza leggermente superiore a quella di Goten. Goku, dall'aldilà, si allena in previsione del torneo. |                     |         |
| 102 | Il Team del Drago si è riunito! Son Goku è tornato!! 「ドラゴンチーム全員集合! 帰ってきた孫悟空!!」 - Doragonchīmu zen'in shūgō! Kaettekita Son Gokū!! | 27 aprile 2014      |         |
| 102 | Dopo dieci giorni di allenamento Videl riesce a controllarsi in volo, dando finalmente a Gohan e Goten la possibilità di riprendere i loro allenamenti in vista del torneo. Gohan propone a Vegeta, suo fratello e Trunks che il giorno del torneo dovranno controllarsi senza trasformarsi in Super Saiyan per non suscitare stupore fra il pubblico. Il giorno del torneo Gohan e gli altri sono accolti da Goku, accompagnato da Uranai Baba, che gli concede ventiquattro ore per rimanere sulla Terra, permettendogli di incontrare per la prima volta suo figlio Goten. I partecipanti effettuano l'iscrizione al torneo, ma Goten e Trunks sono costretti a partecipare al torneo degli under-15. Iniziano, così, i turni preliminari in cui bisogna classificare la forza dei partecipanti tramite una macchina che fa da sensore. |                     |         |
| 103 | Tutti sorpresi! La super battaglia di Goten e Trunks!! 「みんなビックリ! 悟天とトランクスの超バトル!!」 - Min'na bikkuri! Goten to Toranksu no chō batoru!! | 4 maggio 2014       |         |
| 103 | Mentre Gohan e Videl sono ancora in attesa per passare i turni preliminari Goku, Vegeta e gli altri vanno ad assistere al torneo dei giovani, dove Goten e Trunks superano ogni round e si trovano faccia a faccia in finale. Il match è intenso: Goten e Trunks sfoderano varie tecniche e si trasformano in Super Saiyan. L'incontro si conclude con un attacco a sorpresa di Trunks che fa cadere Goten fuori dal ring. Mr. Satan, che stava assistendo all'incontro, adesso deve combattere con Trunks. |                     |         |
| 104 | Cattivo presagio... Un guerriero misterioso appare!! 「波乱の予感…謎の戦士現る!!」 - Haran no yokan... Nazo no senshi arawaru!! | 11 maggio 2014      |         |
| 104 | Il campione degli under-15, Trunks, affronta Mr. Satan in finale. Quest'ultimo decide di fingere di perdere e chiede a Trunks di tirargli un pugno non troppo forte; tuttavia, per via della potenza di Trunks, Mr. Satan vola fuori dal ring. Durante un intervallo Trunks e Goten rubano i vestiti di un partecipante del torneo degli adulti in modo da gareggiare con gli altri. Goku e gli altri incontrano due misteriosi partecipanti al torneo, Kaioshin e Kibith, e Piccolo capisce subito che non provengono dalla Terra. Tutti si riuniscono per il sorteggio di chi si dovrà affrontare al primo turno: Gohan è accoppiato con Kibith, Piccolo con Kaioshin e Goku con Vegeta. |                     |         |
| 105 | Che ti succede Piccolo!! Inaspettata conclusione al primo round 「どうしたピッコロ!! 一回戦での意外な結末」 - Dō shita Pikkoro!! Iggaisen de no igai na ketsumatsu | 18 maggio 2014      |         |
| 105 | Crilin vince il suo primo round contro il suo avversario e ora è il turno di Piccolo, che si trova faccia a faccia con Kaioshin. Capisce subito che il misterioso concorrente ha un potere superiore al suo, così decide di ritirarsi dal torneo senza avere neanche iniziato l'incontro. Allo stesso tempo apprende che Kaioshin è la divinità più importante in assoluto, anche al di sopra dei re Kaio. Ora è il turno di Videl, che si prepara ad affrontare Spopovitch: sembra essere in vantaggio nel combattimento, ma Spopovitch si rialza dopo ogni attacco della ragazza. Goku sospetta che ci sia qualcosa che non va in Spopovitch e ne ha la dimostrazione quando Videl sembra rompergli il collo: in realtà non è così, perché l'avversario si rialza un'altra volta sotto lo stupore generale di tutti. Spopovitch passa al contrattacco e colpisce energicamente Videl, ma la figlia di Mr. Satan non vuole arrendersi e continua a combattere nonostante le ferite. Goku si domanda da dove Spopovitch prenda tutta quella forza. |                     |         |
| 106 | Videl massacrata - L'ira di Gohan al limite!! 「ビーデルボロボロ 悟飯の怒りも限界だ!!」 - Bīderu boroboro - Gohan no ikari mo genkai da!! | 25 maggio 2014      |         |
| 106 | Videl continua a combattere ed è ridotta in fin di vita da Spopovitch. Gohan perde la calma, si trasforma in Super Saiyan e sale sul ring per prestare aiuto alla ragazza che subito porta dal medico. Spopovitch, sotto ordine di Yamu, il suo amico, pone fine alla lotta. Goku usa il teletrasporto per prendere i Senzu da Karin, così Gohan ne dona uno a Videl, la quale ritorna in piena salute. Ora è il turno di Gohan, che deve combattere con Kibith. Quest'ultimo gli chiede di mostrargli tutta la sua potenza e Piccolo informa tutti sull'identità di Kaioshin e del suo piano. Gohan così acconsente e mostra a tutti il suo potenziale; Spopovitch e Yamu, all'improvviso, intervengono con un dispositivo e rubano tutta l'energia di Gohan e fuggono via, lasciandolo inerme. Kaioshin avverte tutti che Gohan si riprenderà presto, dopodiché si mette all'inseguimento di Spopovitch e Yamu e chiede al resto del gruppo di unirsi a lui. |                     |         |
| 107 | Complotto strisciante!! I segreti del terribile Majin 「うごめく陰謀!! 恐ろしき魔人の秘密」 - Ugomeku inbō!! Osoroshiki Majin no himitsu | 1º giugno 2014      |         |
| 107 | Mentre Goku e gli altri si uniscono in volo a Kaioshin Kibith guarisce perfettamente Gohan prima che i due, insieme a Videl, raggiungono gli altri. Lungo la strada Kaioshin e Kibith spiegano agli altri che un mago malvagio di nome Babidy sta cercando di risvegliare da un lungo sonno Majin Bu, un essere malvagio, responsabile della morte degli altri Kaioshin molto tempo fa. Per fare questo ha manipolato Spopovitch e Yamu per partecipare al torneo e per rubare ai Saiyan l'energia necessaria affinché Majin Bu si risvegli. Videl capisce che è stato Gohan a sconfiggere Cell anni prima, si fida di lui e torna sull'isola dove si svolge il torneo, mentre Gohan e Kibith raggiungono gli altri. Arrivati al luogo di una nave spaziale sepolta il gruppo osservano Spopovitch e Yamu che consegnano l'energia di Gohan al mago. |                     |         |
| 108 | La trappola del terribile mago Babidi e del re dei demoni, Darbula 「極悪魔導師バビディと暗黒魔界の王ダーブラの罠」 - Gokuaku madōshi Babidi to ankoku makai no ō Dābra no wana | 8 giugno 2014       |         |
| 108 | Kaioshin e Kibith avvertono Goku e gli altri di questi due nuovi nemici: Darbula, il re degli inferi, e il mago Babidy, che possiede magie abbastanza potenti da trasformare persone innocenti in suoi scagnozzi. Dopo avere ricevuto l'energia richiesta Babidy elimina prima Spopovitch e poi ordina a Pui Pui, un altro sottoposto, di uccidere Yamu. Babidy e Pui Pui, dopo essersi accorti della presenza di Goku e gli altri, entrano nella nave spaziale sotterranea, mentre Darbula invece attacca il gruppo uccidendo Kibith e tramutando in pietra Crilin e Piccolo con la sua saliva. Nonostante gli avvertimenti di Kaioshin il gruppo restante entra nella navicella e giunti al primo piano si trovano di fronte Pui Pui, che li avverte che dovranno superare diversi livelli prima di arrivare da Babidy e Darbula. Goku, Gohan e Vegeta giocano a morra cinese per decidere chi deve affrontare Pui Pui: tocca a Vegeta. |                     |         |
| 109 | Non sottovalutare i Super Saiyan! Goku e Vegeta alla massima potenza! 「超サイヤ人をナメるな! ベジータと悟空の全開パワー!」 - Sūpā Saiya-jin o nameru na! Bejīta to Gokū no zenkai pawā! | 15 giugno 2014      |         |
| 109 | Vegeta riesce facilmente a tenere testa a Pui Pui con le sue abilità. Il mago Babidy non perde l'occasione di mostrare a tutti i suoi magici poteri e trasferisce Vegeta e Pui Pui sul pianeta natale di quest'ultimo, Zoon, con una gravità superiore dieci volte a quella terrestre. Questo non fa differenza per Vegeta, che non ci pensa due volte a eliminare Pui Pui; quindi i tre Saiyan raggiungono il piano successivo. Ora è il turno di Goku; Babidy manda ad affrontarlo il mostro Yakon. Li trasferisce sul pianeta d'origine del mostro, dove non c'è assolutamente luce. Goku si trasforma in Super Saiyan e Yakon usa la capacità di assorbire la luce succhiando l'energia di Goku, facendolo ritornare allo stato normale. Goku si ritrasforma in Super Saiyan con un'energia e una luce più potenti rispetto a prima, portando Yakon a farlo esplodere a causa del sovraccarico di energia. Il gruppo passa al livello successivo. |                     |         |
| 110 | Chi è il più forte del mondo!? Una battle royal per deciderlo!! 「天下一は誰の手に!? バトルロイヤル決定戦!!」 - Tenka'ichi wa dare no te ni! Batoru roiyaru kesshō-sen!! | 22 giugno 2014      |         |
| 110 | Il mago Babidy comincia a temere la forza dei Saiyan, così Darbula decide che sarà lui il loro prossimo avversario e si reca nella camera di meditazione per aumentare il suo potere prima della battaglia. Nel frattempo, al torneo, Goten e Trunks, travestiti da Mighty Mask, evitano di farsi scoprire perché essendo bambini non possono partecipare al torneo degli adulti. Per via delle molte defezioni Mr. Satan decide che i restanti partecipanti si affronteranno in uno scontro simultaneo: ne fanno parte n°18, Goten e Trunks sotto le vesti di Mighty Mask, Killa, Jewel e Mr. Satan stesso. All'inizio dell'incontro Killa e Jewel vengono sconfitti da n°18 e da Goten e Trunks, ignorando Mr. Satan. |                     |         |
| 111 | Che ragazzi incredibili!! La grande lotta di n°18 「チビッコ恐るべし!! 大苦戦の18号」 - Chibikko osorubeshi!! Dai-kusen no Jūhachi-gō | 29 giugno 2014      |         |
| 111 | Mentre la battaglia tra n°18 e Mighty Mask si fa intensa il cyborg lotta per tenere il passo dei due ragazzini con mosse imprevedibili, riuscendo a respingere un loro potente attacco. Essi decidono di scambiarsi di posizione all'interno del travestimento, con Goten che si porta nella parte superiore, ma nonostante tutto n°18 riesce a resistere agli attacchi. La coppia decide di trasformarsi in Super Saiyan; n°18 allora li riconosce, schiva una potente esplosione e rivela la loro identità, causandone la squalifica. Goten e Trunks incontrano Videl in volo mentre sta ritornando all'isola del torneo, mentre Darbula esce dalla camera di meditazione ed è pronto a combattere con Gohan. |                     |         |
| 112 | Il guerriero più fidato sale sul ring! Incombe il re dei demoni!! 「真打ち登場! 立ちはだかる魔王!!」 - Shin'uchi tōjō! Tachihadakaru maō!! | 6 luglio 2014       |         |
| 112 | Notando la sua completa mancanza di abilità in combattimento n°18 fa un patto con Mr. Satan per fargli vincere l'incontro mantenendo la sua dignità, in cambio del doppio del denaro in palio. Nel frattempo Goten e Trunks, dopo avere sentito parlare della situazione attuale da Videl, entrano in azione dirigendosi dagli altri. Alla nave spaziale Darbula si appresta ad affrontare Gohan e desidera combattere in un luogo simile alle caratteristiche della Terra per avvantaggiare il ragazzo. I due mostrano i loro poteri e, nonostante Gohan sia colpito da alcuni attacchi potenti di Darbula, il figlio di Goku si rifiuta di attaccare. |                     |         |
| 113 | Un cuore malvagio è rinato - Il principe della distruzione Vegeta! 「よみがえる邪心 破壊王子ベジータ!」 - Yomigaeru jashin - Hakai ōji Bejīta! | 13 luglio 2014      |         |
| 113 | Mentre la battaglia tra Darbula e Gohan continua l'impaziente Vegeta vuole risolvere le faccende con Goku, suo rivale di sempre, catturando l'attenzione di Darbula, il quale decide di abbandonare l'incontro e riferire tutto al mago Babidy. Dopo che il mago si accorge che è presente ancora del male nel cuore di Vegeta quest'ultimo usa la sua magia per colpire la mente del Principe dei Saiyan facendolo diventare un suo seguace. Babidy peggiora ulteriormente le cose teletrasportando tutti al torneo mondiale, dove Vegeta, ancora concentrato sul suo desiderio di sconfiggere Goku, si prepara faccia a faccia ad affrontarlo. |                     |         |
| 114 | Sono il più forte! Lo scontro di Goku contro Vegeta 「最強はオレだ! 激突悟空VSベジータ」 - Saikyo wa ore da! Gekitotsu Goku VS Bejīta | 20 luglio 2014      |         |
| 114 | Vegeta attacca e provoca Goku, uccidendo diverse persone innocenti senza alcun rimorso. Con questo realizza il suo sogno di ritrovare l'orgoglio, facendosi manipolare da Babidy e costringendo Goku a battersi con lui nonostante Kaioshin cerchi di fermarlo. Il mago poi li trasferisce in un luogo deserto lontano dal ring per non coinvolgere altre persone. Gohan e Kaioshin decidono di andare avanti e incontrare personalmente Babidy e Darbula, lasciando i due Saiyan liberi di combattere. Babidy tenta di comandare Vegeta, ma quest'ultimo si rifiuta di ascoltarlo. |                     |         |
| 115 | Il conto alla rovescia alla rinascita - Distruggi le ambizioni di Babidi! 「復活へのカウントダウン バビディの野望を打ち砕け!」 - Fukkatsu e no kauntodaun - Babidi no yabō o uchikudake! | 3 agosto 2014       |         |
| 115 | Mentre Goku e Vegeta continuano a combattere l'energia necessaria al risveglio di Majin Bu aumenta sempre più man mano che Goku subisce i danni. Gohan e Kaioshin arrivano al sigillo contenente Majin Bu dove si confrontano con Babidy e Darbula. Prima che la sfida abbia inizio il sigillo raggiunge la sua massima potenza a causa delle ferite di Goku nella lotta con Vegeta, permettendo il risveglio di Majin Bu. |                     |         |
| 116 | Il sigillo è rotto!? La Kamehameha della resistenza di Gohan 「解けた封印!? 悟飯抵抗のかめはめ波」 - Toketa fūin!? Gohan no teikō no Kamehameha | 10 agosto 2014      |         |
| 116 | Continua senza sosta la lotta fra Goku e Vegeta. Il Principe dei Saiyan rivela che ha voluto di proposito che il mago Babidy si impadronisse del suo corpo per diventare più forte e affrontare Goku. Mentre il sigillo sta per rompersi completamente Gohan cerca di contrastare l'uscita di Majin Bu con una potente Kamehameha. L'uovo si divide in due parti e da esso esce un fumo rosa, portando Kaioshin a presumere che il nemico sia stato distrutto. Tuttavia Gohan rileva una grande energia dal fumo rosa che man mano forma Majin Bu. |                     |         |
| 117 | Una linea retta alla disperazione!? Il terrore di Majin Bu 「絶望へ一直線!? 魔人ブウの恐怖」 - Zetsubō e itchokusen!? Majin Bū no kyōfu | 17 agosto 2014      |         |
| 117 | Tutti, compreso il mago Babidy, sembrano essere sorpresi dal comportamento di Majin Bu, curiosi di sapere se la sua rinascita sia stato veramente un successo o meno. Tuttavia il nemico mostra una forza spaventosa quando attacca senza sforzo Darbula catturando l'attenzione degli altri Saiyan. Goku cerca di convincere Vegeta a rinviare il loro duello per fermare Majin Bu: Vegeta, in un momento di disattenzione di Goku, lo colpisce alle spalle, ruba un senzu e decide di andare personalmente ad affrontare il nemico. Gohan e Kaioshin cercano di fuggire, ma Majin Bu è molto veloce e li raggiunge, respingendo tutti gli attacchi. |                     |         |
| 118 | Si diventa una caramella dura! Lo strano potere di un affamato Majin 「お菓子になっちゃえ! 腹ペコ魔人の不気味パワー」 - Okashi ni nacchae! Harapeko Majin no bukimi pawā | 24 agosto 2014      |         |
| 118 | Majin Bu travolge Gohan e Kaioshin, con quest'ultimo che prova un ultimo suo attacco per assicurarsi che Gohan sopravviva alla scontro. Prima che Majin Bu dia il colpo di grazia a Kaioshin il mostro viene attaccato da Darbula, deciso a dimostrare di non essere comandato da nessuno. Intanto Goten e Trunks arrivano nelle vicinanze dell'incontro e il figlio di Vegeta, inavvertitamente, rompe il pietrificato Piccolo. Sotto gli attacchi di Darbula Majin Bu usa la sua capacità di trasformare il re dei demoni in un biscotto mangiandolo, annullando la pietrificazione di Crilin e Piccolo, il quale grazie alle sue capacità rigenerative è ancora vivo. Prima che Kaioshin non abbia più chance di sopravvivere Vegeta entra in scena. |                     |         |
| 119 | Mi prenderò cura del Majin - La disperata battaglia finale di Vegeta! 「魔人はオレがかたづける ベジータ最期の決死戦!」 - Majin wa ore ga katazukeru - Bejīta saigo no kesshi-sen! | 31 agosto 2014      |         |
| 119 | Vegeta, disposto a mettere a repentaglio la sua vita, inizia il combattimento con Majin Bu, riuscendo a danneggiarlo grazie ad alcune tecniche potenti. Tuttavia l'avversario riesce a rigenerarsi senza problemi e sfoga la sua rabbia creando una gigantesca esplosione, il quale infligge a Vegeta pesanti danni. |                     |         |
| 120 | Per coloro che ama... L'ultimo momento dell'orgoglioso guerriero! 「愛すべき者のために… 誇り高き戦士の最期!」 - Aisu beki mono no tame ni... Hokori takaki senshi no saigo! | 7 settembre 2014    |         |
| 120 | Vegeta è raggirato da Majin Bu, mentre Trunks e Goten non possono stare più a guardare e corrono sul posto per salvarlo; Piccolo invece attacca l'indifeso mago Babidy riducendolo a pezzi. Vegeta, capendo che non può sconfiggere Majin Bu con tecniche proprie, fa perdere i snesi a Trunks e anche a Goten, ordinando a Piccolo di portarli lontano. Così Vegeta usa la sua ultima risorsa: si sacrifica in una massiccia esplosione con lo scopo di disintegrare una volta per tutte Majin Bu. |                     |         |
| 121 | L'incubo ritorna - L'immortale mostro Majin Bu! 「悪夢再来 不死身の怪物 魔人ブウ!」 - Akumu sairai - Fujimi no kaibutsu Majin Bū! | 14 settembre 2014   |         |
| 121 | Piccolo lascia Goten e Trunks con Crilin, dicendogli di informare gli altri che Vegeta e forse anche Gohan sono stati uccisi, prima che egli indaghi il luogo di attacco sacrificale di Vegeta, trovando vari frammenti carbonizzati di Majin Bu, il quale insieme a Babidy è sopravvissuto all'esplosione. Infatti i vari pezzi che lo compongono si riuniscono prendendo vita, così il nemico torna alla sua forma normale, sotto lo sguardo dello scioccato Piccolo. Majin Bu usa i suoi poteri per rimettere in sesto Babidy e promette che distruggerà ogni cosa sulla Terra. Piccolo decide di prendere Goten e Trunks e di portarli fino al palazzo di Dio. Goku riprende conoscenza e cerca di capire cosa è successo, mentre Kaioshin, ridotto piuttosto male, cerca Gohan la cui sorte è ancora sconosciuta. |                     |         |
| 122 | Il piano segreto per sconfiggere Bu - Il suo nome è Fusione! 「ブウを倒す秘策 その名はフュージョン!」 - Bū o taosu hisaku - Sono na wa Fyūjon! | 21 settembre 2014   |         |
| 122 | Bulma e gli altri vanno alla ricerca delle sfere del drago per resuscitare tutte le persone innocenti uccise da Vegeta, sotto il controllo di Babidy, al torneo mondiale. Piccolo e Crilin, che hanno lasciato Goten e Trunks nelle cura di Dende e Mr. Popo, vengono presto raggiunti da Goku, che viene a conoscenza di tutta la situazione. Goku afferma che non è abbastanza forte per sconfiggere Majin Bu, ma racconta di avere imparato una nuova tecnica chiamata fusione, in cui due combattenti dalle caratteristiche simili possono fondersi insieme per diventare un essere ancora più potente. Anche se aveva inizialmente previsto di adottare questa tecnica con Gohan o Vegeta, il giovane Saiyan si rende conto da Mr. Popo che questa nuova speranza di salvezza sia predisposta in Goten e Trunks, grazie alle loro simili dimensioni. |                     |         |
| 123 | Un debole raggio di speranza è apparso! Svegliatevi, guerrieri!! 「見えた! かすかな希望 目を覚ませ戦士達!!」 - Mieta! Kasukana kibō - Me o samase senshi-tachi!! | 28 settembre 2014   |         |
| 123 | Utilizzando le sfere del drago Bulma evoca Shenron, usando il primo dei tre desideri per riportare in vita chi era stato ucciso quel giorno. Chiedendo tutti e tre i desideri significherebbe fare trascorrere un altro anno per utilizzare di nuovo le sfere, così Goku convince Shenron a fare rinviare le altre loro due richieste. Kibith, che è tornato in vita, trova prima Kaioshin che lo guarisce con i suoi poteri; insieme poi trovano Gohan e decidono di portarlo nel loro mondo. Nel frattempo Goku informa Bulma e gli altri al palazzo di Dio della grave situazione riguardo Gohan e Vegeta, prima che il mago Babidy insieme a Majin Bu annunci ai terrestri il panico. |                     |         |
| 124 | Trovare i molestatori - Inizia il piano di vendetta di Babidi! 「邪魔者を探せ バビディの復讐作戦開始!」 - Jama-sha o sagase - Babidi no fukushū sakusen kaishi! | 5 ottobre 2014      |         |
| 124 | Babidy minaccia l'intera umanità di essere distrutta da Majin Bu se Piccolo, Goten e Trunks non si faranno vedere in cinque giorni. Goku convince Piccolo a non farsi scoprire dicendo che chi morirà potrà sempre tornare in vita grazie alle sfere. Gohan, Kibith e Kaioshin arrivano sul loro pianeta; quest'ultimo spiega a Gohan che gli insegnerà a utilizzare la leggendaria Spada Z per sconfiggere il nemico. Al palazzo di Dio Goten e Trunks si svegliano e sono pronti a imparare la tecnica della fusione da Goku. |                     |         |
| 125 | Il tempo del calvario - Raggiungere il potere leggendario! 「試練の時 伝説の力を手に入れろ!」 - Shiren no toki - Densetsu no chikara o te ni irero! | 12 ottobre 2014     |         |
| 125 | Sul pianeta dei Kaioshin Gohan riesce con un grande sforzo a estrarre la Spada Z e comincia l'allenamento per imparare a maneggiarla. Nel frattempo, sulla Terra, Majin Bu mangia la popolazione di un'altra città trasformandola in caramelle. Goten e Trunks cominciano l'allenamento per imparare la tecnica della fusione, mentre a Babidy viene rivelato che Trunks vive alla Capsule Corporation. A quel punto il mago decide che, se il ragazzo non si farà vivo, Bu distruggerà l'intera città circostante. |                     |         |
| 126 | Fermare Majin Bu - Il limite! Super Saiyan 3!! 「魔人ブウを食い止めろ 限界! 超サイヤ人3!!」 - Majin Bū o kuitomero - Genkai! Sūpā Saiya-jin surī!! | 19 ottobre 2014     |         |
| 126 | Se la città dell'ovest fosse distrutta con lei scomparirebbe anche il radar cerca sfere, senza più la possibilità di trovarle. Così Goku ordina a Trunks di andare alla Capsule Corporation e di recuperare il radar, mentre lui va a occuparsi di Majin Bu e Babidy per fargli perdere un po' di tempo. Goku, sotto lo stupore di tutti, si trasforma in Super Saiyan di terzo livello e allo stesso tempo utilizza un po' dell'ultimo tempo che gli è rimasto per stare sulla Terra a causa di un grande quantitativo di energia. Con questa nuova trasformazione la sua aura viene anche percepita dal mondo dei Kaioshin. |                     |         |
| 127 | In piedi per sé stesso - La ribellione di Bu 「見え始めた真価 反逆のブウ」 - Mie hajimeta shinka - Hangyaku no Bū | 26 ottobre 2014     |         |
| 127 | Goku, trasformato in Super Saiyan di terzo livello, inizia il suo scontro con Majin Bu, il quale dimostra di sapere copiare le tecniche altrui. Trunks arriva alla Capsule Corporation, ma fatica a trovare il radar. Bulma si ricorda che lo aveva lasciato sulla sua navicella e subito lo comunica a Trunks. Goku, capendo che il figlio di Vegeta ha compiuto la sua missione, torna allo stato normale e informa Majin Bu che Goten e Trunks saranno pronti a combattere con lui fra due giorni. Poco dopo il nemico, stufo di ricevere ordini dal mago Babidy, si ribella e lo uccide. |                     |         |
| 128 | Cercare il terribile!? Addestramento speciale, la posa della Fusione! 「カッコ悪い!? 特訓、フュージョンポーズ!」 - Kakko warui!? Tokkun, Fyūjon pōzu! | 2 novembre 2014     |         |
| 128 | Senza più gli ordini di Babidy Majin Bu continua a distruggere città intere in attesa che Goten e Trunks si facciano vivi e lo affrontino. Goku, con l'ultima mezz'ora rimasta sulla Terra a causa dell'energia spesa per la trasformazione in Super Saiyan di terzo livello, inizia a insegnare ai due bambini la tecnica della fusione, mostrando a tutti una posa iniziale imbarazzante. |                     |         |
| 129 | Bye bye a tutti!! Son Goku ritorna all'altro mondo 「バイバイみんな!! 孫悟空あの世に帰る」 - Bai bai min'na!! Son Gokū ano yo ni kaeru | 9 novembre 2014     |         |
| 129 | Majin Bu distrugge un altro villaggio trasformando gli abitanti in argilla, con lo scopo di costruirsi una casa. Goten e Trunks, un po' annoiati di imparare la tecnica della fusione, chiedono a Goku, prima che torni nell'aldilà, di trasformarsi un'altra volta in Super Saiyan di terzo livello. Goku li soddisfa, ma con questo esaurisce tutto il suo tempo sulla Terra. Dopo avere salutato tutti lascia che sia Piccolo a continuare a insegnare ai due bambini la speciale tecnica. Nell'aldilà, dopo avere incontrato il re Enma, Goku viene a conoscenza che Gohan è ancora vivo e decide di seguire la sua aura. |                     |         |
| 130 | Ti ho trovato, Gohan! Duro allenamento nel regno dei Kaiohshin! 「見つけた、悟飯! 界王神界で猛特訓!」 - Mitsuketa, Gohan! Kaiōshin-kai de mōtokkun! | 16 novembre 2014    |         |
| 130 | Goku arriva nel regno dei Kaioshin, dove trova Gohan che si sta allenando con la leggendaria spada Z. Majin Bu, che ha già ucciso due terzi della popolazione terrestre, si imbatte in un ragazzo cieco e lo guarisce, sorprendendosi del fatto che egli non abbia paura a differenza di tutti gli altri. Gohan continua a maneggiare sempre meglio la spada e così Goku decide di testarla lanciandogli un cubo di metallo, ma la spada finisce per rompersi a metà. Da essa esce Kaioshin il Sommo, divinità di quindici generazioni precedenti, nonché l'antenato di tutti i Kaioshin. |                     |         |
| 131 | Nascita! Combinare il super guerriero - Il suo nome, Gotenks!! 「誕生! 合体超戦士 その名は、ゴテンクス!!」 - Tanjō! Gattai chō senshi - Sono na wa, Gotenkusu!! | 23 novembre 2014    |         |
| 131 | Kaioshin il Sommo afferma che ha la capacità di tirare fuori il vero potenziale di un qualunque essere e di portarlo oltre i suoi limiti e vuole farlo con Gohan perché nota in lui un potere nascosto. Nel frattempo Goten e Trunks provano la posa finale della fusione, ma il risultato non è quello desiderato a causa di un errore. Dopo un altro fallimento la coppia finalmente si trasforma e ne esce Gotenks, fiducioso di potere eliminare Majin Bu con la sua forza. Nonostante gli avvertimenti di Piccolo il nuovo guerriero parte a cercarlo. |                     |         |
| 132 | Chi sarà colui che sconfiggerà il Majin? L'inizio dell'uomo più forte!! 「魔人を倒すのは誰だ? 最強の男始動!!」 - Majin o taosu no wa dareda? Saikyō no otoko shidō!! | 30 novembre 2014    |         |
| 132 | Gotenks trova e inizia a combattere con Majin Bu, ma pur mostrando una grande forza il potere del nemico va ben oltre. Così Gotenks riesce a fuggire dopo che Majin Bu lancia un potente attacco contro l'esercito. Intanto Mr. Satan affronta a malincuore il mostro rosa. Lui si diverte con le trappole travestite da regali preparate da Mr. Satan e così decide di farlo suo servo. |                     |         |
| 133 | Il potenziamento continua!? Perfezionato! Super Gotenks! 「パワーアップは続く!? 完成! 超ゴテンクス!」 - Pawā appu wa tsuzuku!? Kansei! Sūpā Gotenkusu! | 7 dicembre 2014     |         |
| 133 | Gohan continua il suo allenamento nell'aldilà con l'aiuto di Kaioshin il Sommo, mentre al palazzo di Dio fa ritorno un Gotenks ridimensionato dallo scontro con Majin Bu. I due ragazzini ritornati allo stato normale, non si perdono d'animo e ritentano la fusione riuscendo a raggiungere lo stadio di Super Saiyan. Nel frattempo Mr. Satan, che sembra essere riuscito a convincere Majin Bu a non compiere più distruzione ovunque, vede questo risultato infranto da un cacciatore che uccide il cucciolo del mostro rosa, risvegliando la sua rabbia. |                     |         |
| 134 | Ciò che viene portato avanti dalla rabbia - Un altro Majin! 「怒りが産み出したモノ もうひとりの魔人!」 - Ikari ga umidashita mono - Mō hitori no Majin! | 14 dicembre 2014    |         |
| 134 | Mr. Satan e Majin Bu sconfiggono i cacciatori che avevano sparato al cucciolo riuscendo a salvarlo. Tutto sembra tornare alla normalità, ma uno dei due malintenzionati che era sopravvissuto fa irruzione nella casa di Majin Bu sparando a Mr. Satan. Il mostro rosa riesce a curarlo e gli ordina di fuggire via, perché da lui sta uscendo un altro Majin Bu più pericoloso, contenente tutta la malvagità che era dentro di lui. |                     |         |
| 135 | Bu ha mangiato Bu - L'attacco del nuovo Majin!! 「ブウがブウを食べちゃった 新たな魔人襲来!!」 - Bū ga Bū o tabechatta - Arata na Majin shūrai!! | 21 dicembre 2014    |         |
| 135 | I due Majin Bu iniziano a lottare e lo scontro vede da subito il Majin Bu malvagio prevalere sull'altro. Egli riesce a trasformare il Majin Bu buono in cioccolata e a mangiarlo, determinando la nascita di Super Bu, il quale risparmia la vita di Mr. Satan. Subito dopo si dirige al palazzo di Dio per affrontare Gotenks, il prodigioso guerriero che Goku gli aveva promesso che si sarebbe fatto vivo presto. |                     |         |
| 136 | Andare dritti alla catastrofe! La scadenza è di un'ora!! 「破局へまっしぐら! タイムリミットは1時間!!」 - Hakyoku e masshigura! Taimurimitto wa 1 jikan!! | 28 dicembre 2014    |         |
| 136 | Super Bu, arrivato al palazzo di Dio, con un potente attacco elimina tutte le persone restanti in vita sulla Terra su consiglio di Piccolo, il quale è intenzionato a fargli guadagnare tempo, conscio del fatto che esistono le sfere del drago per fare tornare in vita tutti. Goten e Trunks si svegliano dal loro profondo sonno pronti per lo scontro con il mostro. Piccolo riesce a convincere Super Bu ad aspettare un'ora prima che Gotenks si presenti, per poi condurlo nella stanza dello Spirito e del Tempo dove la battaglia avverrà. |                     |         |
| 137 | Allenamento speciale completato! Sei finito ora, Majin Bu 「特訓完了! これで終わりだ魔人ブウ」 - Tokkun kanryō! Kore de owari da Majin Bū | 11 gennaio 2015     |         |
| 137 | Piccolo, guadagnando ancora un po' di tempo facendo un percorso più lungo in modo che i due ragazzini si allenino e aumentino la loro forza, conduce Majin Bu nella stanza dello Spirito e del Tempo, dove ad aspettarlo ci sono Goten e Trunks. I due bambini, molto determinati, eseguono la fusione e lo scontro con il mostro ha inizio. |                     |         |
| 138 | Bu eliminato con i fantasmi! Un infallibile attacco kamikaze!! 「オバケでブウ退治 必殺! カミカゼアタック!!」 - Obake de Bū taiji hissatsu! Kamikaze atakku!! | 18 gennaio 2015     |         |
| 138 | Continua lo scontro tra Gotenks e Super Bu nella stanza dello Spirito e del Tempo, con il piccolo Saiyan che prova in tutti i modi e con gli attacchi più bizzarri a colpire il suo avversario. Il mostro però si dimostra superiore riuscendo a uscire indenne da ogni colpo. Piccolo alla fine distrugge la porta della stanza dello Spirito e del Tempo con la speranza che Majin Bu rimanga in questa dimensione per sempre. |                     |         |
| 139 | La riserva di Gotenks - Trasformazione! Super Gotenks 3!! 「ゴテンクスのとっておき 変身! 超ゴテンクス３!!」 - Gotenkusu no totte oki - Henshin! Sūpā Gotenkusu surī!! | 25 gennaio 2015     |         |
| 139 | La disperazione assale sia Gotenks sia Super Bu, che non vedono via d'uscita senza più la porta della stanza dello Spirito e del Tempo. Il mostro con la sua rabbia riesce ad aprire un varco e a uscire dalla quella dimensione. Una volta fuori uccide chiunque era rimasto al palazzo di Dio. Gotenks nel frattempo sorprende Piccolo trasformandosi in Super Saiyan di terzo livello e aprendo a sua volta un varco per uscire dalla stanza speciale. |                     |         |
| 140 | Di buon umore! La pallavolo Bu-Bu! 「ノリノリ! ブウブウバレーボール!」 - Nori-nori! Bū-Bū barēbōru! | 1º febbraio 2015    |         |
| 140 | Gotenks ora è molto arrabbiato per la morte di tutti i suoi amici a causa di Super Bu e comincia lo scontro al palazzo di Dio. Il Saiyan, ora notevolmente più forte, continua ad attaccare il mostro con i suoi attacchi trasformandolo anche in una palla e lanciandolo, con l'aiuto di Piccolo, dal palazzo di Dio. A questo punto lo scontro si sposta sulla Terra. |                     |         |
| 141 | Hai tenuto tutti in attesa! Rinato Gohan, ritorna sulla Terra!! 「ノお待たせみんな! 新生悟飯、地球へ!!」 - O matase min'na! Shinsei Gohan, Chikyū e!! | 8 febbraio 2015     |         |
| 141 | L'allenamento di Gohan nel mondo dei Kaioshin termina; il ragazzo è quindi pronto a ritornare sulla Terra per affrontare Super Bu. Gotenks intanto è davvero in difficoltà contro il mostro, ma per fortuna quando la fusione si scioglie quest'ultimo si addormenta lasciando tutti a bocca aperta. Al suo risveglio arriva Gohan, molto determinato e pronto a eliminarlo una volta per tutte. |                     |         |
| 142 | Bu è sopraffatto! La superpotenza di Ultimate Gohan!! 「ブウを圧倒! 究極悟飯の超パワー!!」 - Bū o attō! Arutimetto Gohan no sūpā pawā!! | 15 febbraio 2015    |         |
| 142 | La battaglia inizia e Gohan mostra la sua sconfinata superiorità, mettendo quasi al tappeto l'avversario. Majin Bu comprende di essere spacciato e ricorre a una strategia inaspettata: si fa esplodere facendo credere a tutti di essere morto, per poi ricomparire in seguito per affrontare Gohan singolarmente senza l'aiuto degli altri. Intanto Mr. Satan e Dende si riuniscono al gruppo. |                     |         |
| 143 | Il trucco di Bu - Gotenks viene assorbito!? 「ブウの悪巧み ゴテンクス吸収!?」 - Bū no warudakumi - Gotenkusu kyūshū!? | 1º marzo 2015       |         |
| 143 | Mentre tutti sono distratti dalle sue parole Super Bu ne approfitta per assorbire Gotenks e Piccolo, acquisendo un potere ancora maggiore. Sebbene inizialmente sia allo stesso livello con il proseguire dell'incontro egli dimostra la propria superiorità rispetto a Gohan, prendendo il sopravvento. |                     |         |
| 144 | La brillante idea del grande Kaiohshin! Son Goku viene resuscitato!! 「大界王神の妙案! よみがえれ孫悟空!!」 - Dai Kaiōshin no myōan! Yomigaere Son Gokū!! | 15 marzo 2015       |         |
| 144 | Nel mondo dell'aldilà Vegeta ha il via libera da parte del re Enma per potere tornare in vita e andare sulla Terra per affrontare Majin Bu. Goku, sul pianeta dei Kaioshin, ha a sua volta modo di tornare in vita grazie a Kaioshin il Sommo che gli dona la propria vita. Egli gli consegna gli orecchini Potara, grazie ai quali Goku sarà in grado di eseguire la fusione con un partner a sua scelta. |                     |         |
| 145 | Il miracolo di una sola volta... Avverrà la super combinazione di Goku con quel tipo 「奇跡は一度…なるか悟空とアイツの超合体」 - Kiseki wa ichido... Naru ka Gokū to aitsu chō-gattai | 22 marzo 2015       |         |
| 145 | Goku si trova faccia a faccia con Majin Bu, il quale subisce la fine della fusione al suo interno tra Goten e Trunks perdendo molto potere. Proprio quando la situazione sembra volgere positivamente, il nemico riesce ad assorbire anche Gohan, divenendo persino più potente di prima. Goku avverte in tempo il provvidenziale ritorno di Vegeta e si teletrasporta da lui. Dopo avere provato in tutti i modi a convincerlo a unirsi a lui alla fine riesce nel suo intento e i due si fondono grazie agli orecchini speciali dando vita a Vegeth. |                     |         |
| 146 | Invincibile! Il guerriero finale Vegeth! 「無敵! 究極の戦士ベジット!」 - Muteki! Kyūkyoku no senshi Bejitto! | 29 marzo 2015       |         |
| 146 | Vegeth e Majin Bu cominciano il loro scontro, che vede il Saiyan subito in controllo. Majin Bu tenta di distruggere l'intero pianeta con una sfera gigantesca, che però viene calciata proprio contro il mostro da Vegeth. Subito dopo arriva la trasformazione in Super Saiyan, con tanto di distruzione fisica di Majin Bu grazie al Big Bang Attack, ma il nemico si rigenera. |                     |         |
| 147 | L'asso nella manica di Bu! I guerrieri vengono assorbiti!! 「ブウの奥の手! 吸収された戦士たち!!」 - Bū no oku no te! Kyūshū sareta senshi-tachi!! | 5 aprile 2015       |         |
| 147 | Lo scontro va avanti con Vegeth, trasformato in Super Saiyan, che è molto superiore al suo avversario riuscendo a distruggerlo fisicamente con ogni mossa e riuscendo a evitare ognuna delle sue. Infine il mostro capisce che la sua unica opportunità è di assorbire anche Vegeth. Goku e Vegeta si fanno assorbire, sapendo che questa è la loro unica chance per liberare coloro precedentemente assorbiti. |                     |         |
| 148 | Il salvataggio di Gohan e compagnia! La missione d'infiltrazione di Goku e Vegeta! 「悟飯たちを助け出せ! 悟空とベジータの潜入作戦（ミッション）!」 - Gohan-tachi o tasukedase! Gokū to Bejīta no sennyū sakusen (misshon)! | 12 aprile 2015      |         |
| 148 | All'interno di Majin Bu la fusione con gli orecchini Potara termina a causa della forza negativa. Cominciano la ricerca dei loro amici e in men che non si dica trovano e liberano Piccolo, Trunks, Goten e Gohan. Majin Bu si materializza all'interno del proprio corpo per combattere i due. |                     |         |
| 149 | Fuga d'emergenza dall'interno del corpo! La trasformazione inversa di Bu è la peggiore!! 「体内から緊急脱出! ブウ最悪への逆変身!!」 - Tainai kara kinkyū dasshutsu! Bū saiaku e no gyaku-henshin!! | 19 aprile 2015      |         |
| 149 | Goku e Vegeta si trovano contro Majin Bu all'interno di quest'ultimo e liberano anche il Majin Bu grasso per togliere altro potere alla creazione di Bibidy. Ora il mostro si trova completamente senza potere e questo stato lo riporta alla sua versione originale, quella che Kaioshin ha sempre temuto. Goku e Vegeta dunque escono dal corpo di Bu portando tutti con loro. |                     |         |
| 150 | La Terra scompare!! Il singolo e crudele colpo esplosivo del Bu originale!! 「地球消滅!! 始まりのブウの非道な一撃!!」 - Chikyū shōmetsu!! Hajimari no Bū no hidōna ichigeki!! | 26 aprile 2015      |         |
| 150 | Kaioshin comincia a raccontare di come lui ha incontrato la prima forma di Majin Bu in passato, quella che ora si presenta di fronte a tutti, di come il mago Bibidy l'avesse creato e di come avesse ucciso tutti gli altri Kaioshin. Kid Bu distrugge la Terra senza alcuna esitazione con una sfera di enorme potenza, ma Goku e Vegeta fanno in tempo a prendere Dende e Mr. Satan e a teletrasportarsi sul pianeta dei Kaioshin. Qui organizzano la loro nuova tattica per sconfiggere il nemico, che nel frattempo si è rigenerato e ha cominciato a distruggere altri pianeti sparsi per tutto l'universo. |                     |         |
| 151 | Battaglia finale decisiva! Una conclusione nel regno dei Kaiohshin!! 「最後の頂上決戦! 界王神界で決着だ!!」 - Saigo no chōjō kessen! Kaiōshin-kai de ketchaku da!! | 3 maggio 2015       |         |
| 151 | Goku e Vegeta decidono di aumentare la loro aura per farsi localizzare da Kid Bu; prima di ciò però Kaioshin, Dende e Kaioshin il Sommo si recano su un altro pianeta per non rimanere coinvolti nella battaglia. Per primo è Goku a lottare con il nemico, con il solo aiuto della trasformazione in Super Saiyan di secondo livello che riesce a tenere testa al nemico. |                     |         |
| 152 | Fai del tuo meglio, Kakaroth! Sei tu il numero uno!! 「頑張れカカロット! お前がＮｏ．１だ!!」 - Ganbare Kakarotto! Omae ga nanbā wan da!! | 10 maggio 2015      |         |
| 152 | Goku è costretto a trasformarsi in Super Saiyan di terzo livello per affrontare meglio Kid Bu. Lo scontro continua, ma anche con questa trasformazione Goku non sembra in grado di competere con il nemico. Vegeta guardandolo riflette sui suoi incredibili miglioramenti negli anni e su come sia diventato molto più forte. |                     |         |
| 153 | Una battaglia di un minuto - Vegeta rischia la vita con tattiche di stallo! 「勝負は１分間 ベジータ命懸けの時間稼ぎ!」 - Shōbu wa ippunkan - Bejīta inochigake no jikan kasegi! | 17 maggio 2015      |         |
| 153 | Goku è decisamente stanco per l'enorme sforzo che sta impiegando nello scontro con Majin Bu. Vegeta decide di provare a resistere un minuto contro il mostro rosa per permettere all'amico di riprendersi e di continuare lo scontro, ma Kid Bu è infinitamente superiore e quasi lo elimina. È Mr. Satan a salvare la vita al principe dei Saiyan. |                     |         |
| 154 | Un piano segreto si forma in un lampo - Per favore, concedete questi due desideri! 「閃いた秘策 2つの願いを叶えたまえ!」 - Hirameita hisaku - Futatsu no negai o kanaetamae! | 24 maggio 2015      |         |
| 154 | Kid Bu non riesce ad attaccare Mr. Satan perché dentro di lui c'è ancora il Bu grasso che è amico del terrestre e per questo non vuole ferirlo. Il Bu grasso viene sputato fuori e incomincia a lottare con Kid Bu. Nel frattempo Kaioshin, Kaioshin il Sommo e Dende si trovano sul nuovo Namek per esprimere tre desideri con le sfere del drago grazie al drago Polunga. |                     |         |
| 155 | Datemi l'energia! Creeremo un'enorme Genkidama!! 「オラに元気を分けてくれ! 作るぜでっかい元気玉!!」 - Ora ni genki o waketekure! Tsukuru ze dekkai Genkidama!! | 31 maggio 2015      |         |
| 155 | Il Bu grasso combatte con Kid Bu, mentre Vegeta ha l'opportunità per riposarsi e suggerisce a Goku di preparare una sfera Genkidama per distruggere il nemico. Così il principe dei Saiyan ordina a Dende di chiedere a Polunga i primi due desideri: ripristinare il pianeta Terra e riportare in vita tutti tranne gli esseri malvagi. |                     |         |
| 156 | Sei tu il salvatore del mondo! L'energia sferica unanime è completa!! 「世界の救世主はおまえだ! みんなの元気玉完成!!」 - Sekai no kyūseishu wa omaeda! Min'na no genki-dama kansei!! | 7 giugno 2015       |         |
| 156 | Vegeta e Goku chiedono ai terrestri di dargli la loro energia, ma solo chi riconosce la voce dei due acconsente. Così Mr. Satan, infervorato per la diffidenza degli esseri umani, si fa sentire e convince tutti i terrestri, che si fidano ciecamente di lui, ad alzare le mani e dare la propria energia a Goku. Vegeta attacca Kid Bu insieme al Bu grasso e Mr. Satan per permettere all'eroe di preparare la Genkidama, che cresce man mano. |                     |         |
| 157 | Son Goku è il più forte dopo tutto!! Majin Bu viene annientato 「やっぱり最強孫悟空!! 魔人ブウ消滅」 - Yappari saikyō Son Gokū!! Majin Bū shōmetsu | 14 giugno 2015      |         |
| 157 | La Genkidama è pronta e Goku la scaglia contro Kid Bu, ma non ha abbastanza energia per distruggerlo definitivamente, tanto che Vegeta usa il terzo desiderio di Polunga per ridare a Goku un po' di energia. In questo modo il Saiyan ha la forza necessaria per annientare Majin Bu per sempre. Tutti ritornano sulla Terra e l'incubo è finito. |                     |         |
| 158 | E così, dopo dieci anni... Il primo torneo Tenkaichi dopo tanto tempo! 「そして１０年後…久しぶりの天下一武道会!」 - Soshite jūnengo... Hisashiburi no Tenka'ichi budōkai! | 21 giugno 2015      |         |
| 158 | Sono passati tanti anni dalla fine dello scontro con Majin Bu. Trunks va a trovare Gohan e Videl cercando Goten. Gohan gli spiega che si sta allenando con Goku in vista del Torneo Tenkaichi. Quest'ultimo, nel luogo dell'allenamento, riceve la visita di Bulma e Vegeta. Il principe dei Saiyan è deciso a partecipare al torneo e chiede a Goku perché parteciperà; egli gli risponde che avverte che ci sarà un partecipante eccezionale, per cui vale la pena battersi. Arriva anche Pan, la figlia di Gohan che a soli quattro anni farà parte della competizione come gli altri. Arriva il giorno del torneo e Goku si fa sorteggiare contro Ub, il misterioso ragazzo per cui ha deciso di partecipare. |                     |         |
| 159 | Ancora più forte! Il sogno di Goku non finisce mai!! 「もっと強く! 悟空の夢は終わらない!!」 - Motto tsuyoku! Gokū no yume wa owaranai!! | 28 giugno 2015      |         |
| 159 | Pan vince agevolmente il suo incontro. Ora è il momento di Goku e Ub: il ragazzo mostra da subito grandi capacità mettendo in difficoltà il Super Saiyan, che lo provoca per cercare di spronare il ragazzo a dare il meglio di sè. Una volta svelato il suo piano Goku gli propone di andare ad allenarsi con lui per diventare più forte e Ub accetta. I due così partono lasciando il torneo, cercando di superare i loro limiti insieme. |                     |         |